# Menden (Sauerland)
Menden is een stad en gemeente in de Märkischer Kreis van de deelstaat Noordrijn-Westfalen. De gemeente telt 52.452 inwoners (31 december 2020) op een oppervlakte van 86,06 km².

## Geografie
Menden ligt in het noordoosten van het district Märkischer Kreis. De Ruhr vormt de noordgrens van de gemeente. De Hönne, een niet bevaarbare zijrivier van de Ruhr, dat van zuidoost naar noordwest stroomt, deelt Menden in tweeën over een lengte van ongeveer 11,4 km. De oude binnenstad van Menden ligt aan de oostelijke Hönne-oever.

### Buurgemeenten
Menden grenst in het noorden aan Fröndenberg (district Unna), in het noordoosten aan Wickede (Ruhr) (district Soest), in het oosten aan Arnsberg (Hochsauerlandkreis), in het zuidoosten aan Balve, in het zuiden aan Hemer en in het westen aan Iserlohn (allen Märkischer Kreis).

### Bestuurlijke indeling

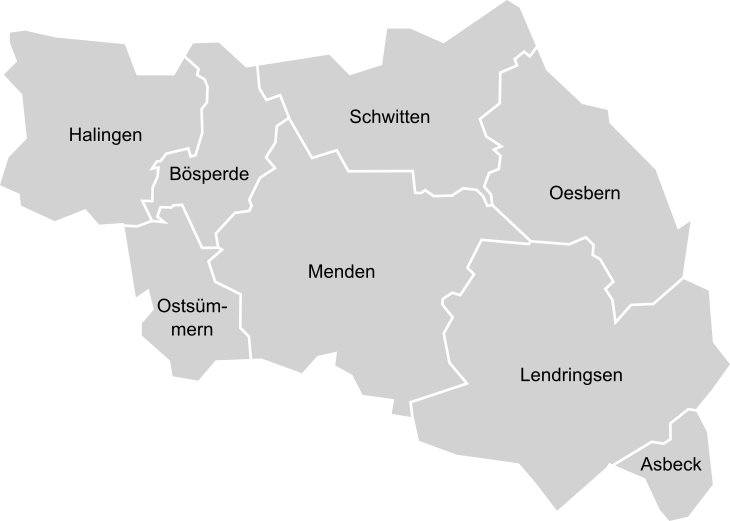
De 8 voormalige gemeenten, die nu tot Menden behoren
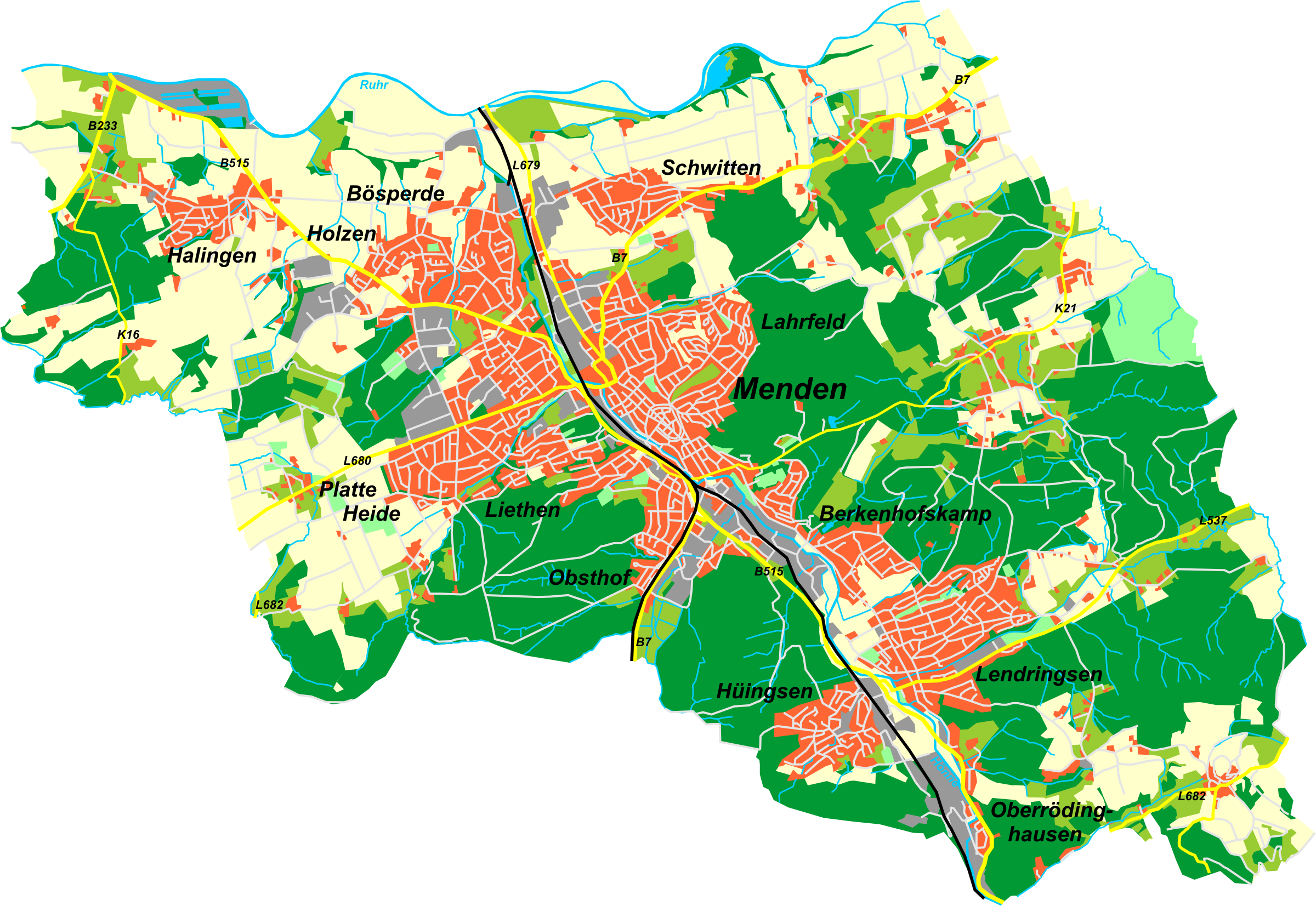
Overzichtskaart

De gemeente bestaat uit 8 voormalige, in onderstaande lijst met 1) gemerkte kleinere gemeenten,  en wordt officieus ingedeeld in 24 stadsdistricten, namelijk:
1. Asbeck 1)
2. Berkenhofskamp
3. Böingsen
4. Bösperde 1)
5. Bösperde-Holzen
6. Brockhausen/Barge/Werringsen
7. Halingen 1)
8. Heimkerweg
9. Hüingsen
10. Menden-Mitte 1)
11. Menden-Nord
12. Lahrfeld
13. Landwehr
14. Lendringsen-Mitte 1)
15. Liethen
16. Lürbke
17. Oberrödinghausen
18. Obsthof/Horlecke/Oesewiesen
19. Oesbern 1)
20. Ostsümmern 1)
21. Papenbusch, Am
22. Platte Heide
23. Rauherfeld
24. Schwitten 1)

Volgens de website van de gemeente had deze in totaal 54.020 inwoners op 31 december 2018.

## Verkeer en vervoer

### Spoorwegen
De gemeente Menden beschikt over vier stations en haltes aan de in 1912 voor reizigersvervoer opengestelde spoorlijn Menden - Neuenrade (Hönnetalbahn): Lendringsen, Menden-Süd, Menden en Bösperde. Treinen rijden zuidwaarts naar Neuenrade en noordwaarts naar Fröndenberg, met aansluiting op treinen naar Unna en Dortmund. Deze enkelsporige spoorlijn,  is niet geëlektrificeerd. Vanwege de hellingen, de vele bochten, overwegen en wissels ligt de snelheid van de treinen laag, soms minder dan 40 km/h.
Goederenvervoer over het spoorwegnet beperkt zich tot afvoer van kalksteen uit de mijn van Rheinkalk in het Hönnedal.
De gemeente maakt voor wat het busvervoer betreft, deel uit van de vervoersregio Ruhr-Lippe.

### Wegen
In Menden kruist de Bundesstraße 7 met de Bundesstraße 515. De B515 verbindt als noord-zuidas  het Hönnedal met het Ruhrgebied en de B7 verbindt de plaatsen Hagen en Iserlohn met Arnsberg. De dichtstbijzijnde doorgaande autosnelweg is de A44 (afrit 53 bij Unna), afstand tot Menden ca. 14 km.
Omdat er veel transitverkeer hierdoor via de stad moet reizen is een westtangent gebouwd en is in de jaren '90 de Bundesstraße 515n aangelegd, om het vrachtverkeer uit de gemeente te weren.

### Vliegveld
Ca. 10 km ten noordoosten van Menden, bij Voßwinkel, gemeente Arnsberg,  ligt een klein vliegveld, Flugplatz Arnsberg-Menden genaamd. Het heeft de ICAO-code EDLA. Het heeft één geasfalteerde start- en landingsbaan van 1180 m lengte en 20 m breedte. Er kunnen kleine zaken- en hobbyvliegtuigen landen en opstijgen.
Het vliegveld kwam in 1974 en 2013 op ongewenste wijze in het nieuws. In beide jaren stortte in de omgeving ervan een Piper neer; beide ongevallen kostten vijf mensen het leven.

## Economie
De gemeente heeft, evenals andere plaatsen in het Sauerland, een traditie van metaalbewerking in de tot het eind van de 19e eeuw veel aanwezige hamermolens, die watermolens op de snel stromende rivieren waren. Het concern OBO-Bettermann, dat pluggen en andere materialen voor de elektrotechniek maakt, heeft zijn hoofdzetel te Hüingsen. Het biedt in de gemeente Menden ca. 1.200 arbeidsplaatsen. In de stad is sinds 1850 een uniek, in de rooms-katholieke traditie staand bedrijf gevestigd. Het produceert crucifixen voor aan de wand en op doodkisten, andere rooms-katholieke devotionalia, en apparaten om hosties in te bakken.  Andere grote bedrijven te Menden maken en verhandelen respectievelijk: badkamerartikelen, zoals douches, kranen e.d.; buitenverlichting; onderdelen voor driewegkatalysatoren. Nog steeds heeft Menden daarnaast een groot aantal kleine en middelgrote metaalbewerkings- en andere bedrijven. De in 1889 begonnen winning van kalksteen duurt nog steeds voort (in stadsdeel Asbeck).
Binnen de dienstensector valt het St. Vincentiusziekenhuis aan de oostelijke stadsrand op, evenals het Amtsgericht.

## Geschiedenis

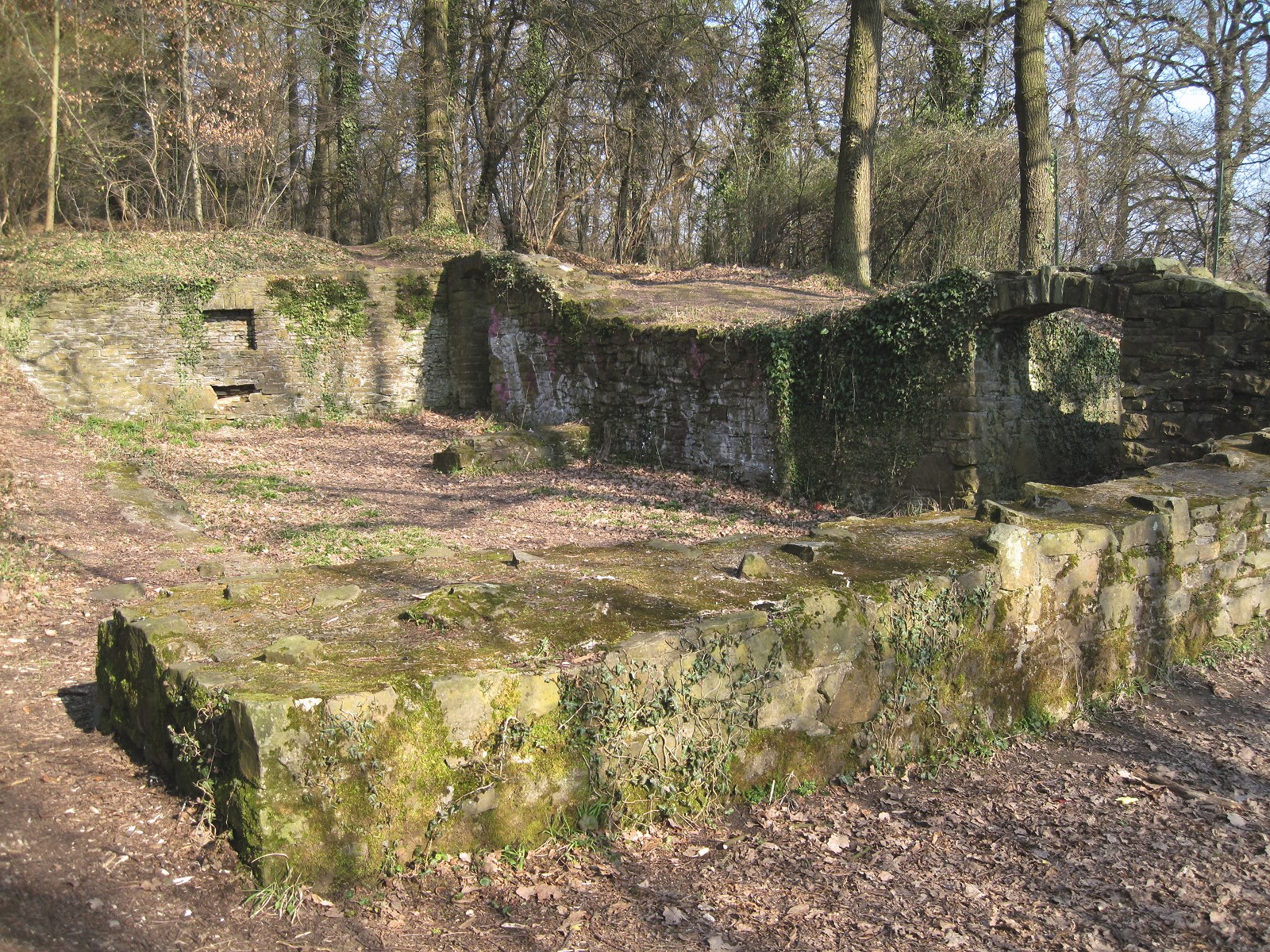
Ruïne Burg Rodenburg
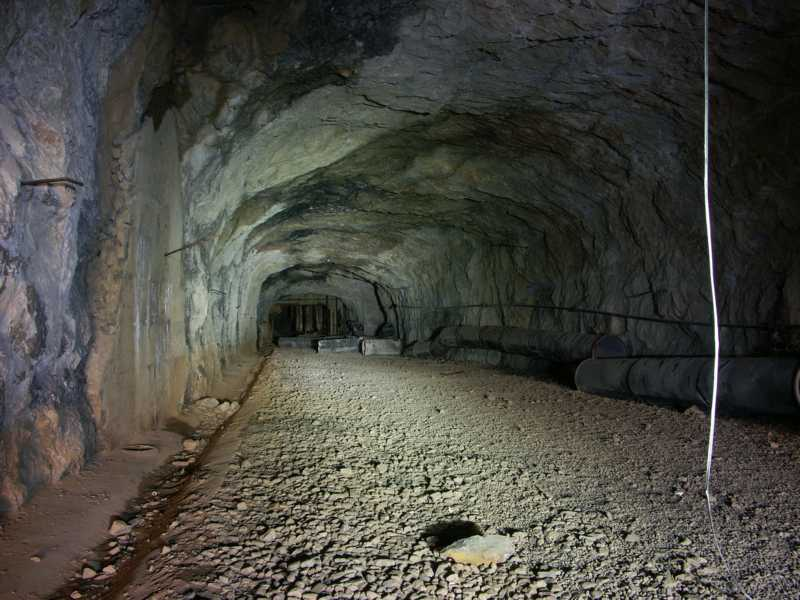
Mijntunnels van dwangarbeiderskamp Schwalbe I in het Hönnedal
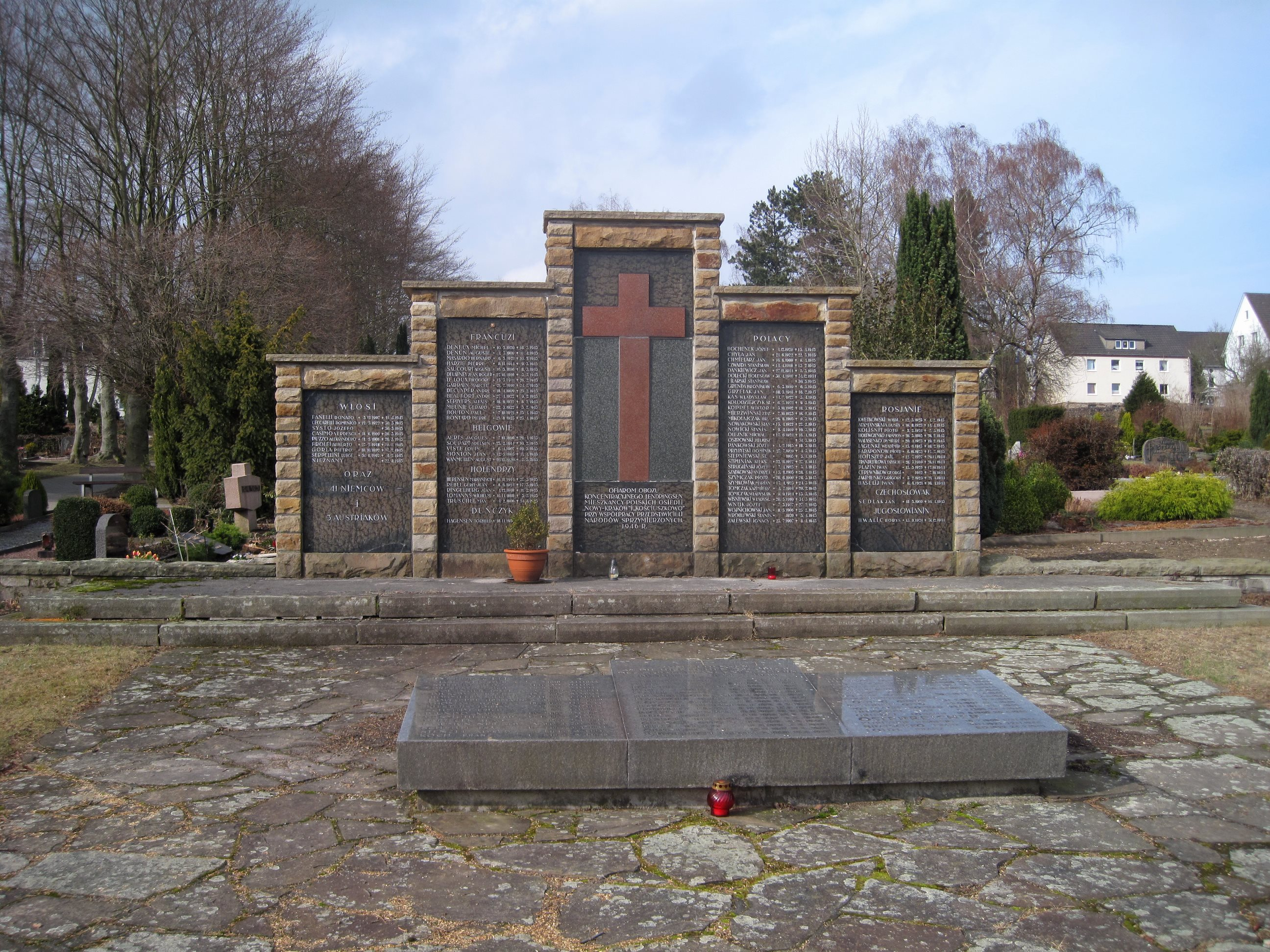
Lendringsen, monument op de begraafplaats ter gedachtenis van de omgekomen dwangarbeiders uit WO II

Rond het jaar 800 begint de geschiedenis van Menden, wanneer Karel de Grote een expeditie onderneemt tegen de Saksen. De gunstige geografische ligging zorgt ervoor dat de eerste bewoners in de streek gaan wonen. Op de ten oosten van de stad gelegen heuvel Rodenberg heeft van ca. 1247 tot 1301 een kasteel Rodenberg of Rodenburg gestaan. Na de bouw en de ommuring van de stad Menden was de burcht overbodig geworden, daarom werd zij niet herbouwd.
De plaats verkreeg voor de eerste maal stadsrechten rond 1289; deze werden in 1344 ingetrokken. Later dat jaar werd het stadsrecht opnieuw bevestigd door  aartsbisschop Walram van Keulen. Twee jaar later, in 1346, werd de stadsmuur (met 3 poorten en 12 torens) rond Menden opgetrokken.
De aan de grensrivier Hönne gelegen stad was tot in de 15e eeuw een twistappel tussen diverse graafschappen en bisdommen. Uiteindelijk stond Menden, tot aan de Napoleontische tijd onder het gezag van het Prinsbisdom Keulen. Dit had ook tot gevolg, dat de effecten van de Reformatie op de godsdienstige gezindte van de bewoners beperkt waren. Nog steeds is verreweg het grootste deel van de christenen in de gemeente rooms-katholiek. Tussen 1592 en 1631 vonden bij heksenprocessen in en om Menden zeker 77 mensen de dood. In 2011 werden de slachtoffers hiervan plechtig gerehabiliteerd. 
De 17e en 18e eeuw, met de Dertigjarige Oorlog (1618-1648) en diverse epidemieën (o.a. in 1662 de pest) en stadsbranden (o.a. in 1663), was een slechte tijd voor Menden. Eind 17e eeuw ontstonden de eerste metaalbewerkingsbedrijven van enige betekenis: smeden uit Menden waren in de 18e eeuw wijd en zijd bekend om hun naalden van goede kwaliteit.
In de 19e eeuw ontstonden grotere, meer industriële molens waar ijzerbewerking (o.a. fabricage van ijzerdraad) plaatsvond. In 1889 werd begonnen met het in dagbouw winnen van kalksteen als grondstof voor de bouw en de industrie. In mei 1849 ondersteunden 200 mannen uit Menden tevergeefs de revolte in het nabije Iserlohn.
In 1872 werd de eerste spoorlijn met het station van Menden geopend, startpunt voor een snelle industrialisering.
Het nationaalsocialisme deed in Menden al in 1923 van zich spreken, tot 1932 vaak in ondergrondse groeperingen. Ook in Menden was de Jodenvervolging hevig. Bij de Kristallnacht in november 1938 werd de synagoge verwoest.
In het dal van de Hönne, in het grensgebied van Hemer en Menden, werd in 1944-1945 veelal door dwangarbeiders, onder onmenselijke omstandigheden  gewerkt aan Schwalbe I, een ondergronds tunnel- en hallensysteem waar zware industrie uit het Ruhrgebied naartoe zou moeten hebben verhuizen.  Het in de gemeente Menden gelegen gedeelte van dit terrein, in de  Stadtteile Lendringsen en Oberrödinghausen, herbergde niet het gangenstelsel zelf. Wel hadden de Duitse opzichters er hun kantoor. In Lendringsen is een deel van de begraafplaats als oorlogskerkhof -met monument- voor de slachtoffers hiervan ingericht.
In 1941 en 1945 werd Menden door geallieerde bombardementen beschadigd.
Op 30 april 1974 werd besloten tot een gemeentelijke herindeling waarbij de gemeente Menden betrokken werd. De ingangsdatum hiervan werd vastgesteld op 1 januari 1975. De gemeente Wimbern wordt niet toegevoegd aan Menden, maar aan de gemeente Wickede (Ruhr), in het district Soest.
In 2006 kwam het Stadtteil Barge in de gemeente in het nieuws over de vindplaats van een massagraf, vermoedelijk uit de tijd van de nationaalsocialisten. De stelling, dat dit massagraf te maken had met het nazi-euthanasieprogramma Aktion T-4, werd in een gerechtelijk onderzoeksrapport uit 2008 niet bewijsbaar geacht. Verder onderzoek werd gestaakt.

## Bezienswaardigheden, cultuur, evenementen, toerisme
- Het Stadtmuseum (stedelijk museum) is een streekmuseum, dat de geschiedenis en de folklore  van de stad en haar omgeving behandelt. Het bezit ook een collectie archeologische vondsten uit de gemeente.
- De gotische rooms-katholieke St. Vincentiuskerk in het centrum van  Menden, met zware toren, dateert uit de 14e eeuw en werd in de late 19e eeuw grondig verbouwd en uitgebreid. Het katholieke karakter van de stad blijkt duidelijk uit het feit, dat jaarlijks op Witte Donderdag of Goede Vrijdag een kruiswegprocessie plaatsvindt, die bij de St.-Vincentiuskerk begint en die eindigt bij de vroeg 18e-eeuwse St.-Antoniuskapel op de ten oosten van de stad gelegen heuvel Rodenberg.
- De in 1864 gebouwde neogotische Heilige-Geestkerk
- Het H. Geestgasthuis (Hospital/ Hospiz zum Heiligen Geist) dateert deels uit de late middeleeuwen en werd in 1667 grondig gerenoveerd; het gebouw was tot 2015 een muziekschool; tegenwoordig is het repetitielokaal van twee zangkoren. Het ietwat vervallen pand, het oudste in de gehele stad, wordt in 2021-2022 gerestaureerd.
- Zowel Menden als ook andere plaatsen binnen de gemeente hebben nog een aantal schilderachtige oude, soms in vakwerkstijl gebouwde huizen, o.a. de Oude Pastorie (1666).
- Schmarotzerhaus[5] (bouwjaar 1710), ingericht als de werkplaatsen van kleer- en schoenmakers anno 1840
- Het carnaval heeft in Menden een traditie, die tot plm. 1700 teruggaat. De jaarlijkse optocht vindt al eeuwenlang plaats op de zondag van het carnavalsweekeinde, die in de stad "Tulpensonntag" genoemd wordt. Er is een bescheiden carnavalsmuseum gevestigd in de Duivelstoren (Teufelsturm), die deel uitmaakt van de voormalige middeleeuwse stadsomwalling.
- In het uit 1807 daterende herenhuis van Landgoed Rödinghausen (stadsdeel Lendringsen) is sinds het najaar van 2019 een bescheiden industriemuseum gevestigd. Rondom het kasteeltje ligt een park met fraaie, oude bomen.
- De gemeente ligt in het Sauerland, waar vooral voor geoefende wandelaars en fietsers mooie tochten in dit heuvelachtige gebied mogelijk zijn. Menden ligt aan enige langeafstandswandelroutes.
- Van het vroegere kasteel Rodenberg (13e eeuw) ten noordoosten van het stedelijk zwembad is slechts een aantal fundamentresten overgebleven.
- De grotendeels uit de 16e eeuw daterende Slotmolen (Schlossmühle) met vijver was in de 15e en 16e eeuw een dwangmolen. Dat hield in dat iedere burger van Menden of omgeving, die graan wilde laten malen, verplicht was, dat bij deze molen te laten doen. Het gebouw is in gebruik als een restaurant.

## Sport
Menden beschikt over enige moderne sportaccommodaties. De meest beoefende sporten zijn handbal, voetbal en atletiek. In deze drie takken van sport worden jaarlijks jeugdtoernooien van bovenregionale betekenis gehouden. De nadruk bij de meeste Mendener sportclubs ligt op sport voor kinderen en jongeren van 8-18 jaar.

## Politiek

### Gemeenteraad
De gemeenteraad van Menden telt 48 zetels, exclusief de burgemeester; ook deze maakt ambtshalve deel uit van de gemeenteraad. De zetelverdeling is sinds de verkiezingen van 2014 als volgt:
| Partij                         | Zetels |
| ------------------------------ | ------ |
| CDU                            | 22     |
| SPD                            | 13     |
| Grüne                          | 6      |
| Die Linke                      | 2      |
| Lokale partij USF              | 1      |
| FDP                            | 3      |
| Unabhängige Wählergemeinschaft | 1      |
| Burgemeester1                  | 1      |

1 Ambtshalve

### Burgemeester
Sinds 2015 is Martin Wächter burgemeester van Menden. Bij de gemeenteraadsverkiezingen in 2015 is hij in de tweede ronde gekozen als burgemeester.

### Gemeentelijke herindeling
In 1975 werd als gevolg van een grootschalige herindeling van de deelstaat Noordrijn-Westfalen, de gemeente uitgebreid met de voormalige gemeenten Asbeck, Bösperde, Halingen, Lendringsen, Oesbern en Schwitten. Ook werd een klein gedeelte van de voormalige gemeente Sümmern bij Menden gevoegd.

## Jumelages
De gemeente kent verschillende jumelages met andere gemeenten, steden en regio's in Europa:
- Aire-sur-la-Lys (Frankrijk), sinds 1965
- Ardres, (Frankrijk)
- Eigenbrakel (Braine-l'Alleud) (België), sinds 1978
- Chalkida (Griekenland), sinds 2000 (dit is echter een "stedenvriendschap")
- Eisenberg (Duitsland)
- Flintshire (Wales), sinds 1980 (dit is echter een Graafschap van Wales)
- Lestrem (Frankrijk), sinds 1971
- Locon (Frankrijk), sinds 1964
- Marœuil (Frankrijk), sinds 1984
- Plungė (Litouwen)

## Belangrijke personen in relatie tot de gemeente

### Geboren
- Uli Borowka (*1962), Duits voormalig profvoetballer (verdediger), van 1981-1987 actief bij Borussia Mönchengladbach en daarna tot 1995 bij Werder Bremen, rond 1988 6 x international voor Duitsland

## Afbeeldingen

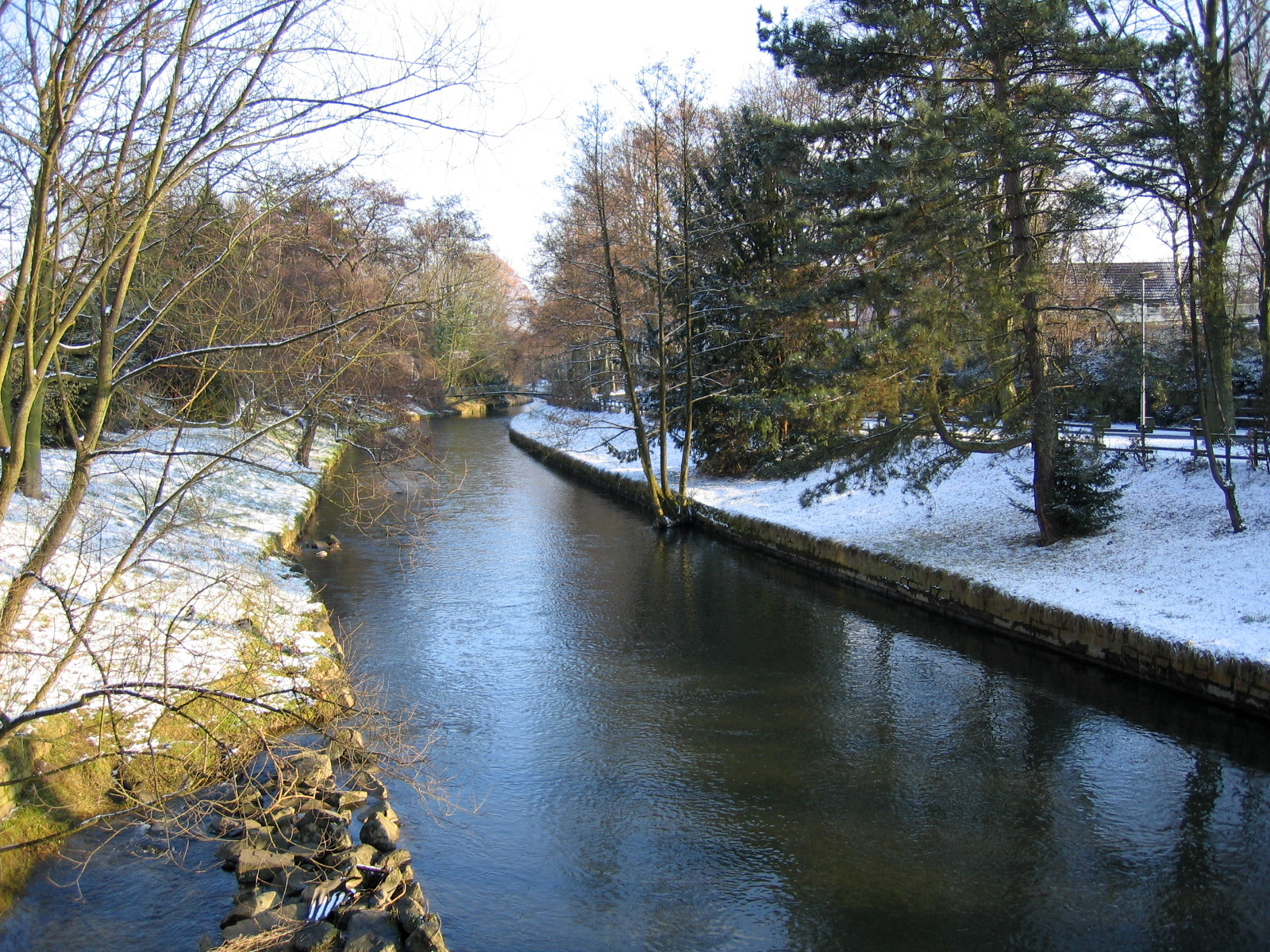
De Hönne bij de Obere Promenade
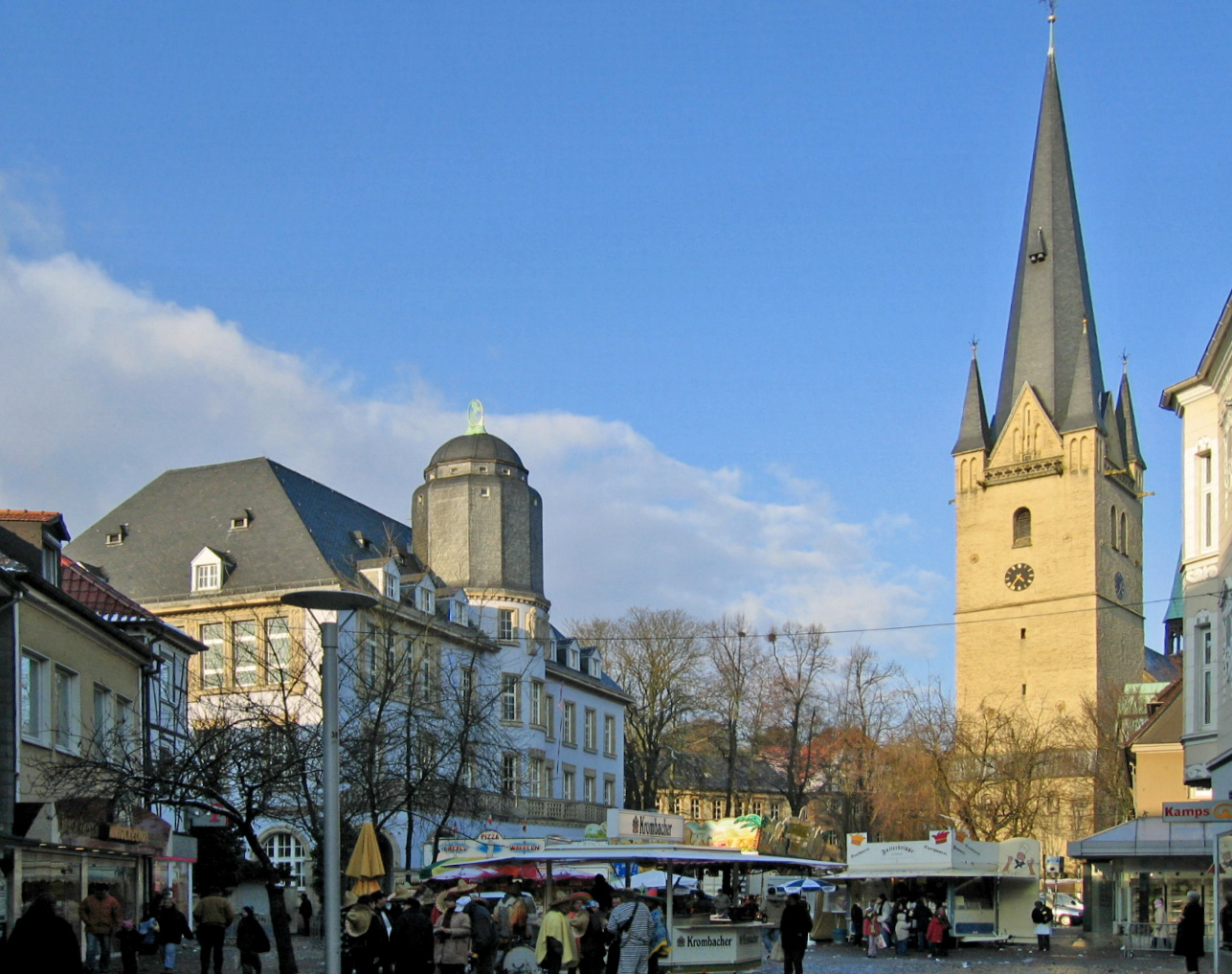
Centrum
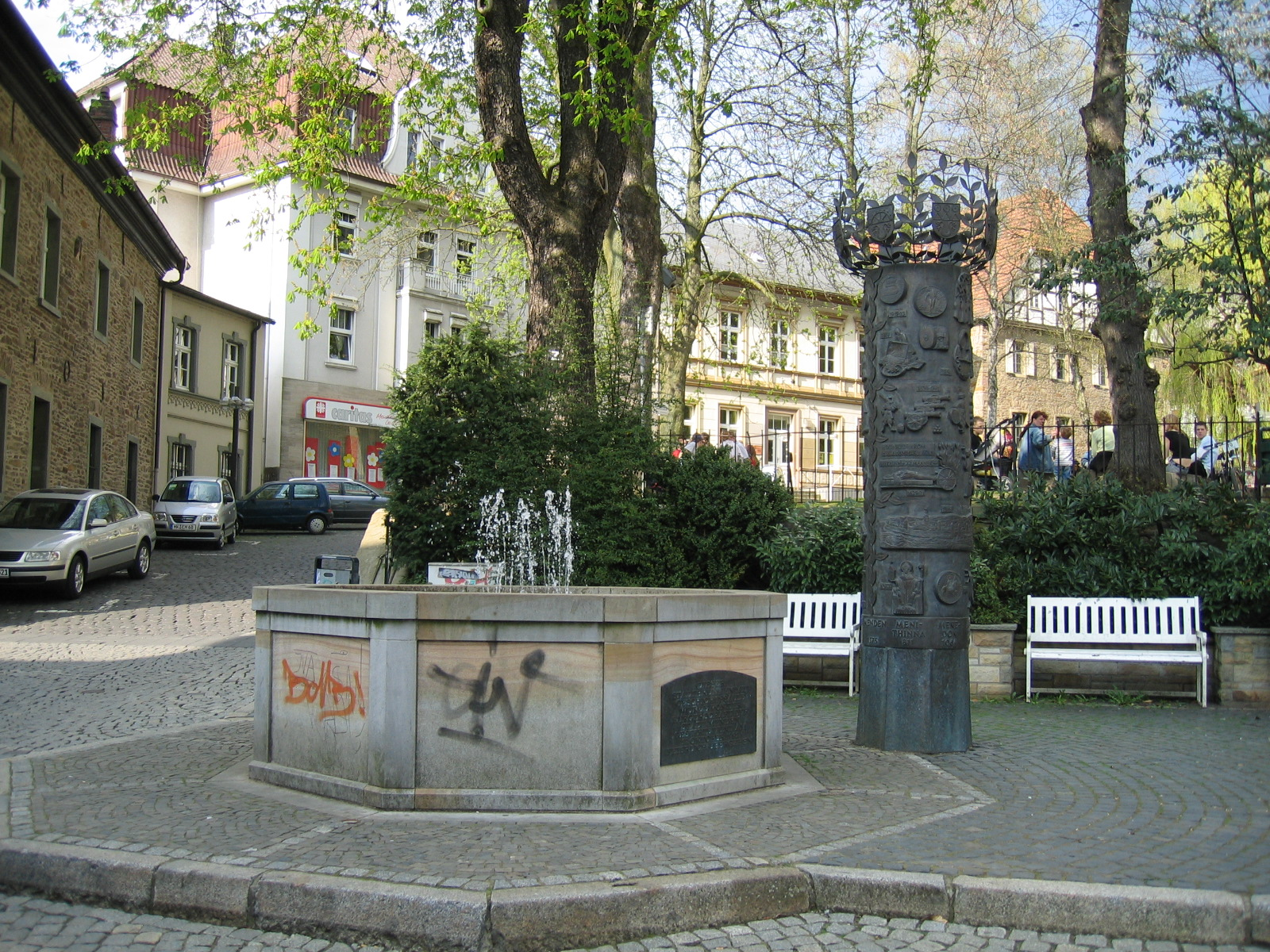
Geschiedenis-zuil met fontein
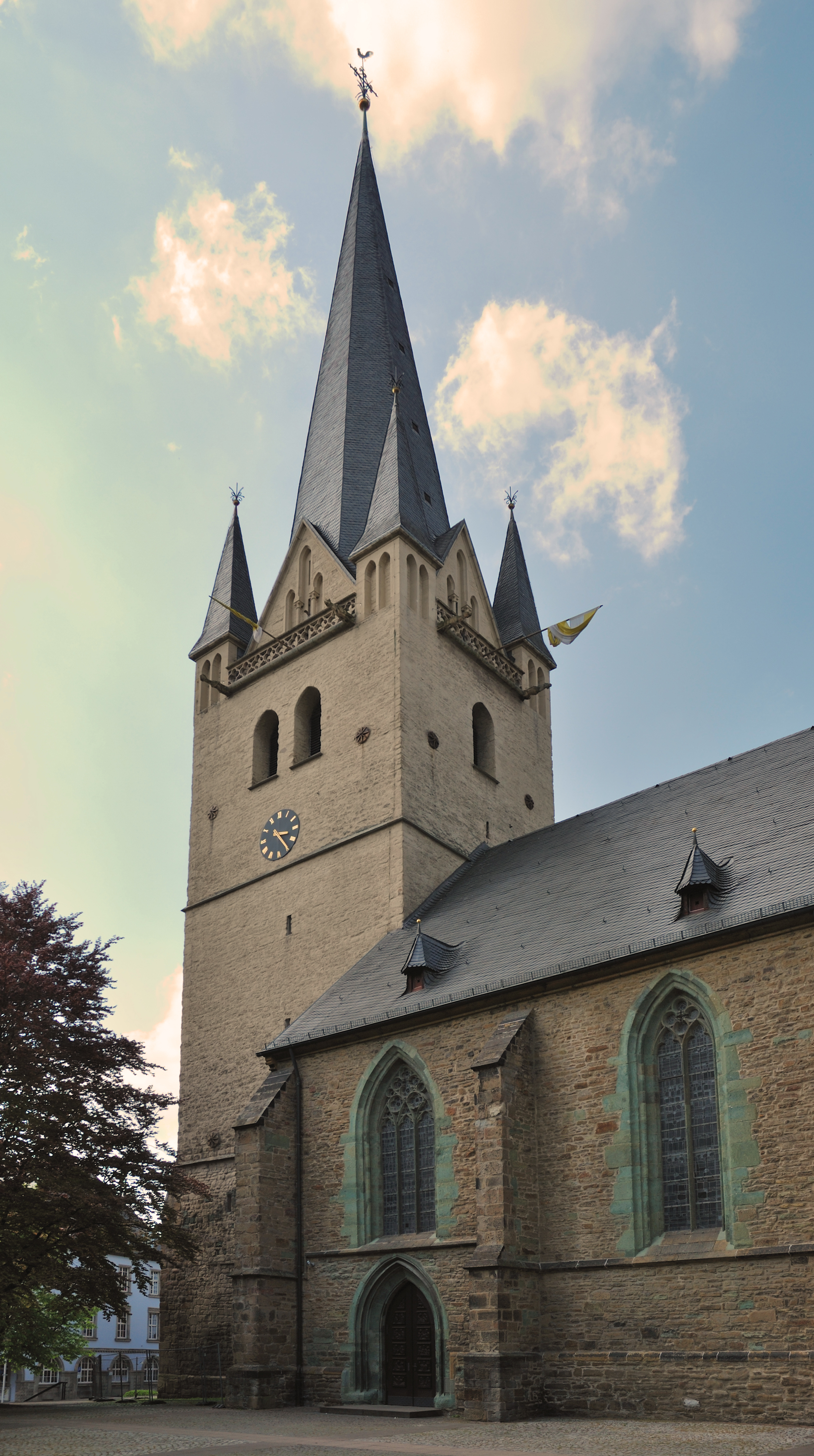
St.-Vincentiuskerk
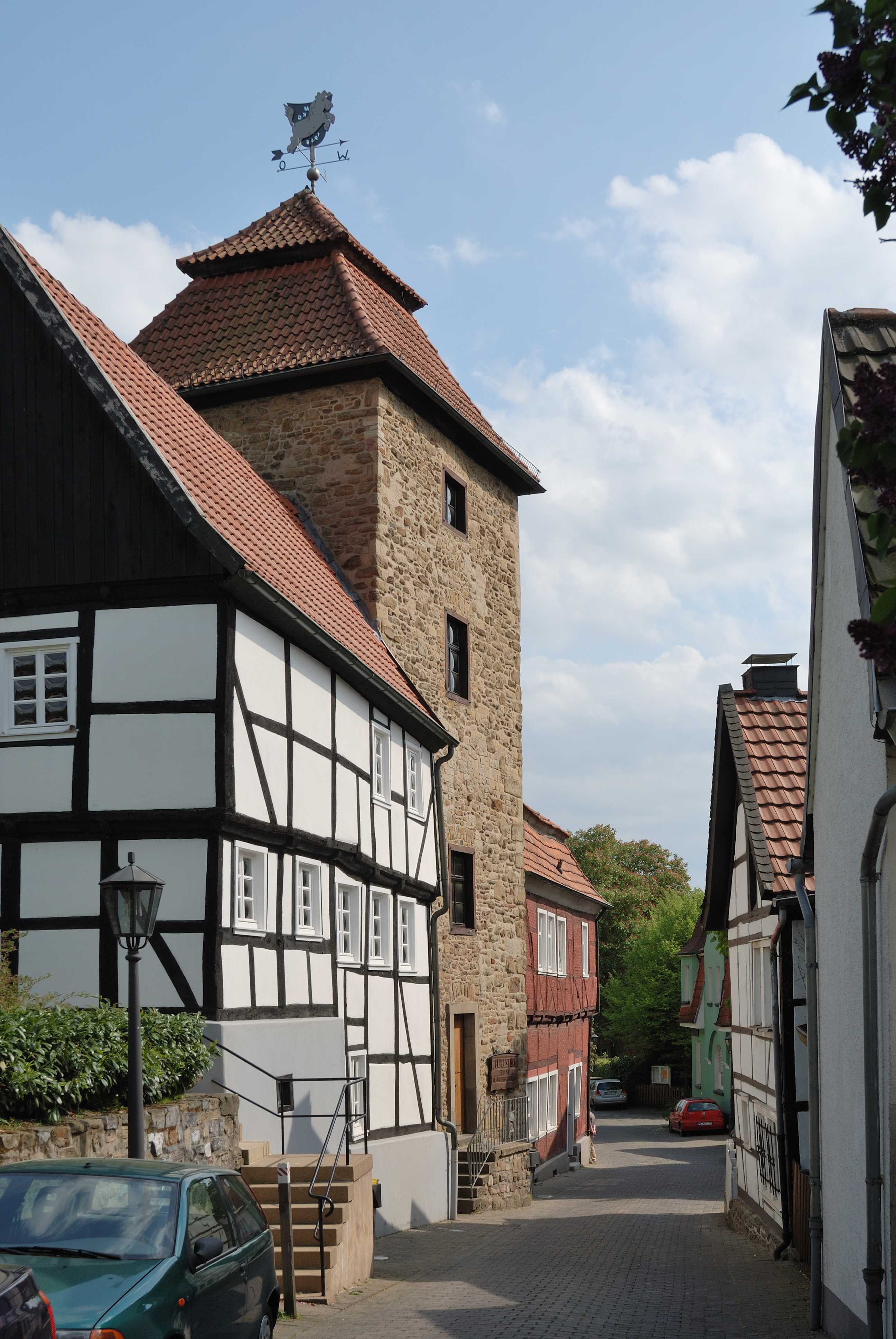
Achter de St.-Vincentiuskerk
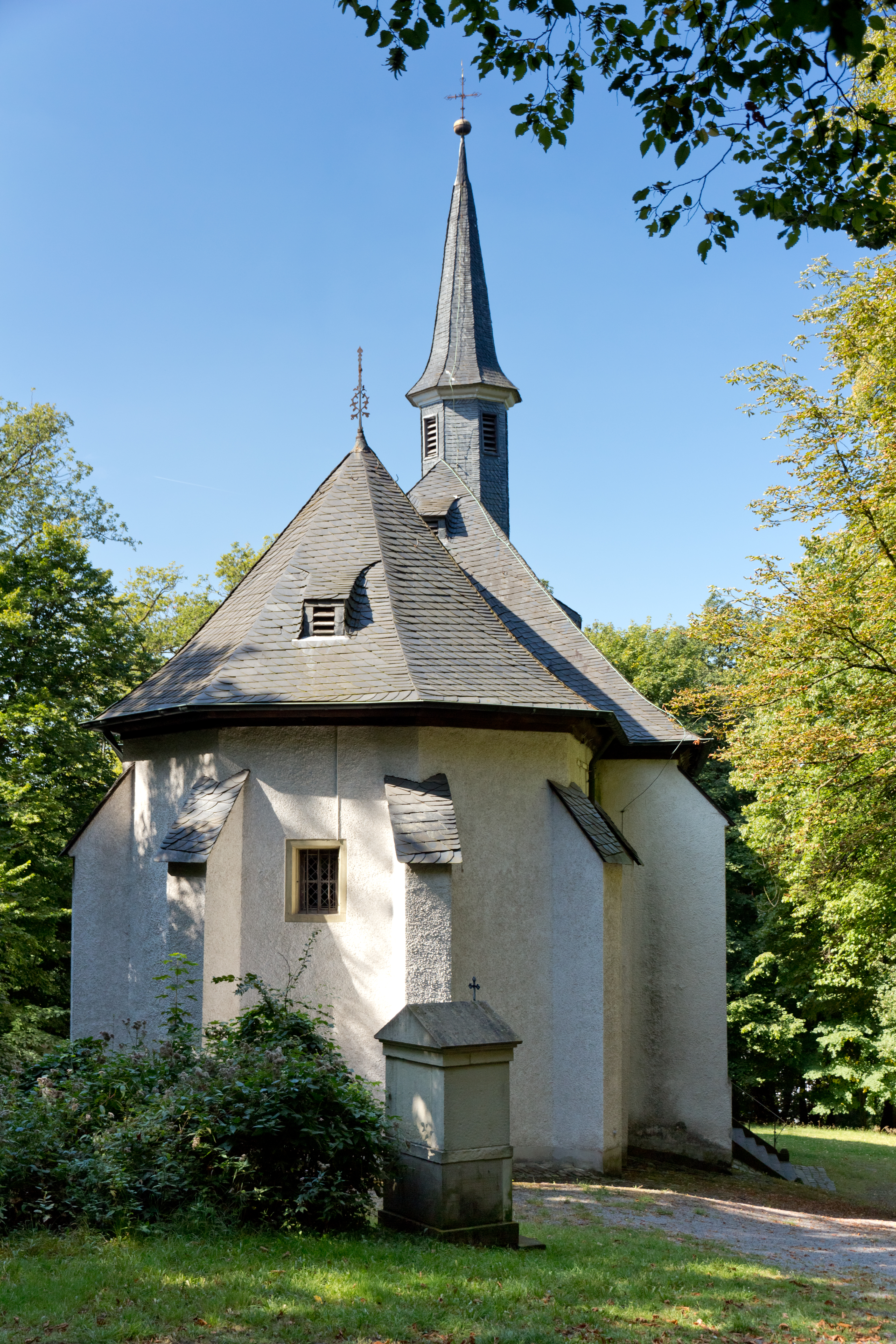
H. Kruiskapel  op de Rodenberg
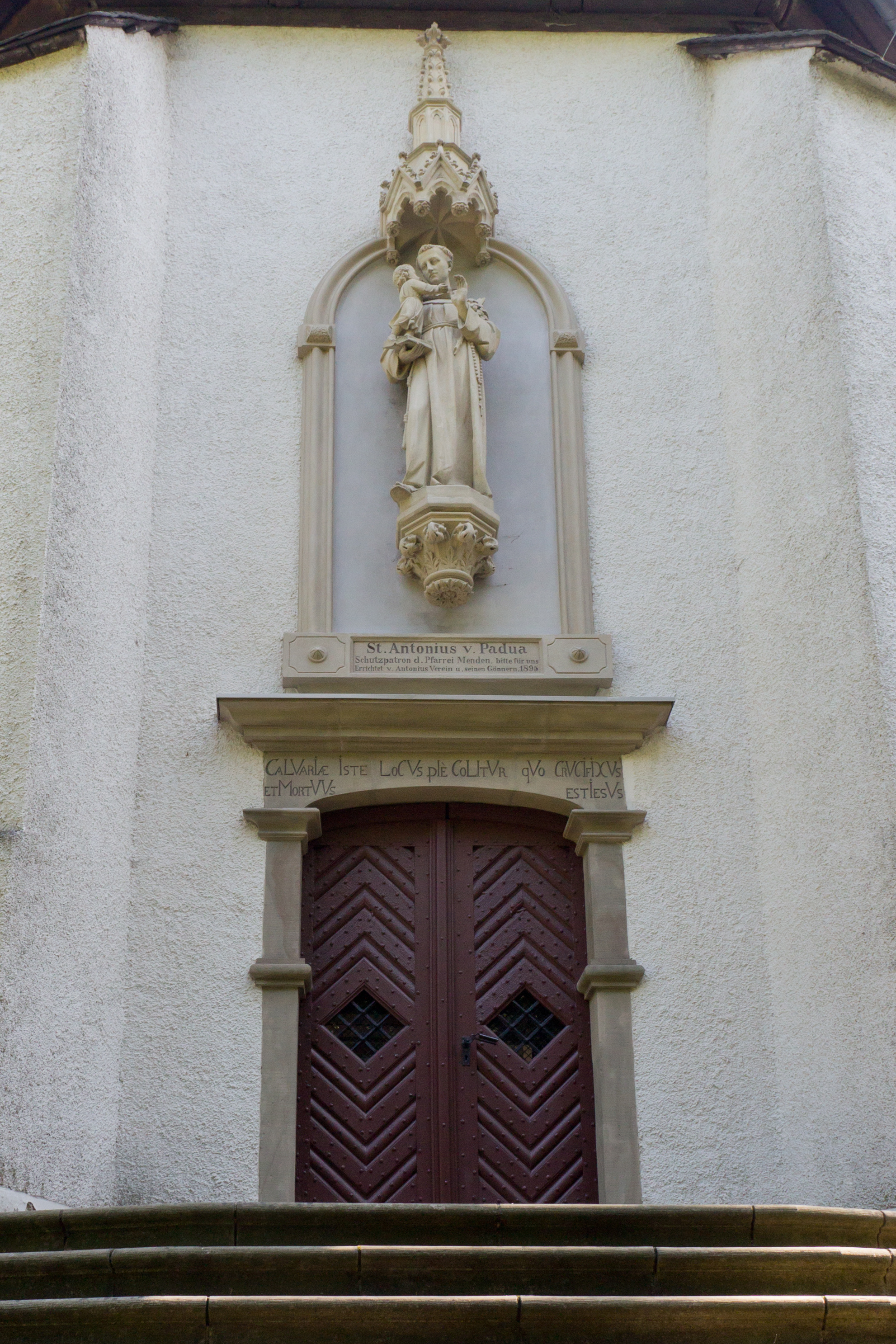
Westportaal van de H. Kruiskapel, met beeld van St. Antonius van Padua
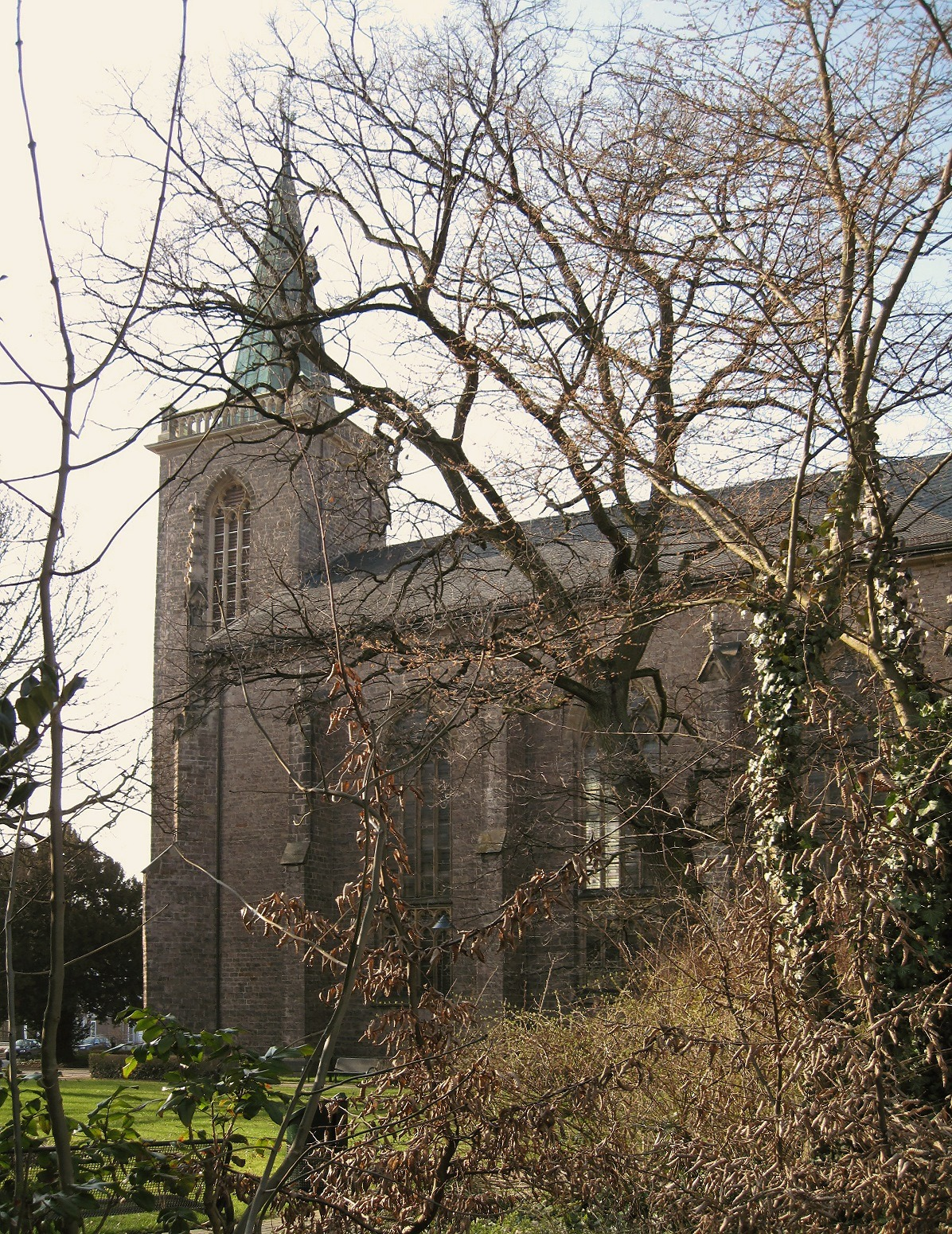
Heilige-Geestkerk
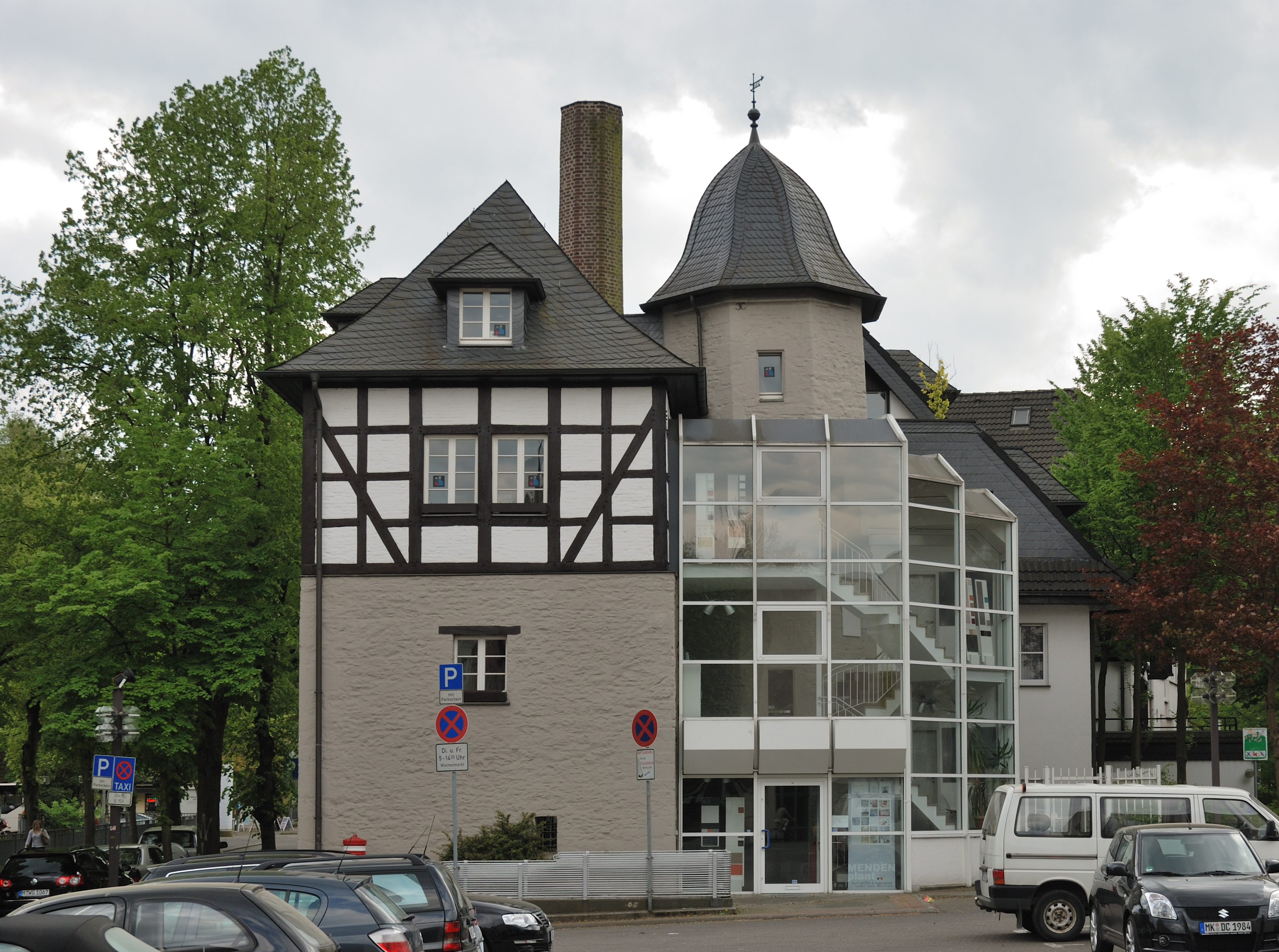
Rentschreiberturm (toren van de stadssecretaris)
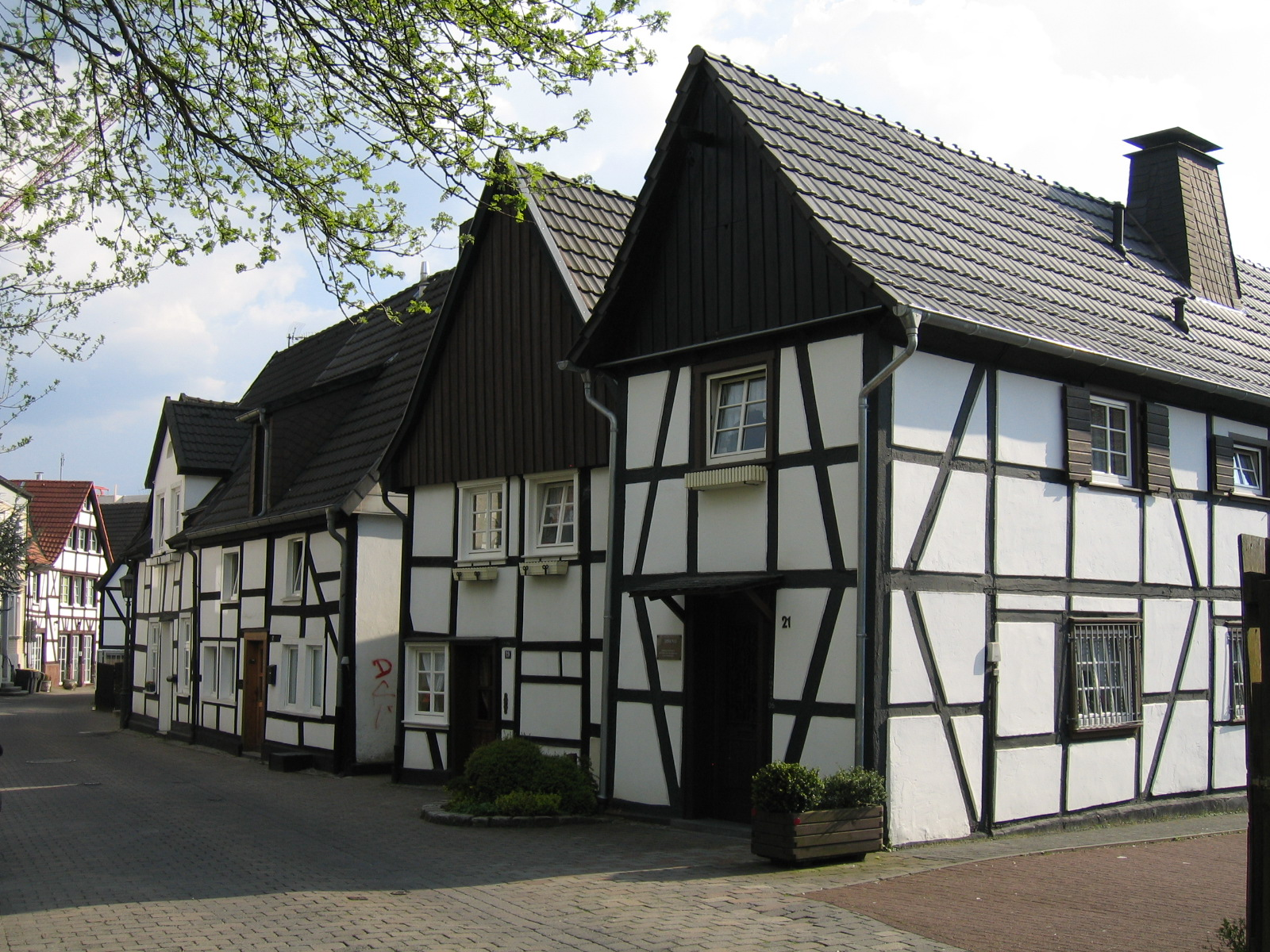
Rij huizen waarin vroeger zgn. Kleinbürger woonden
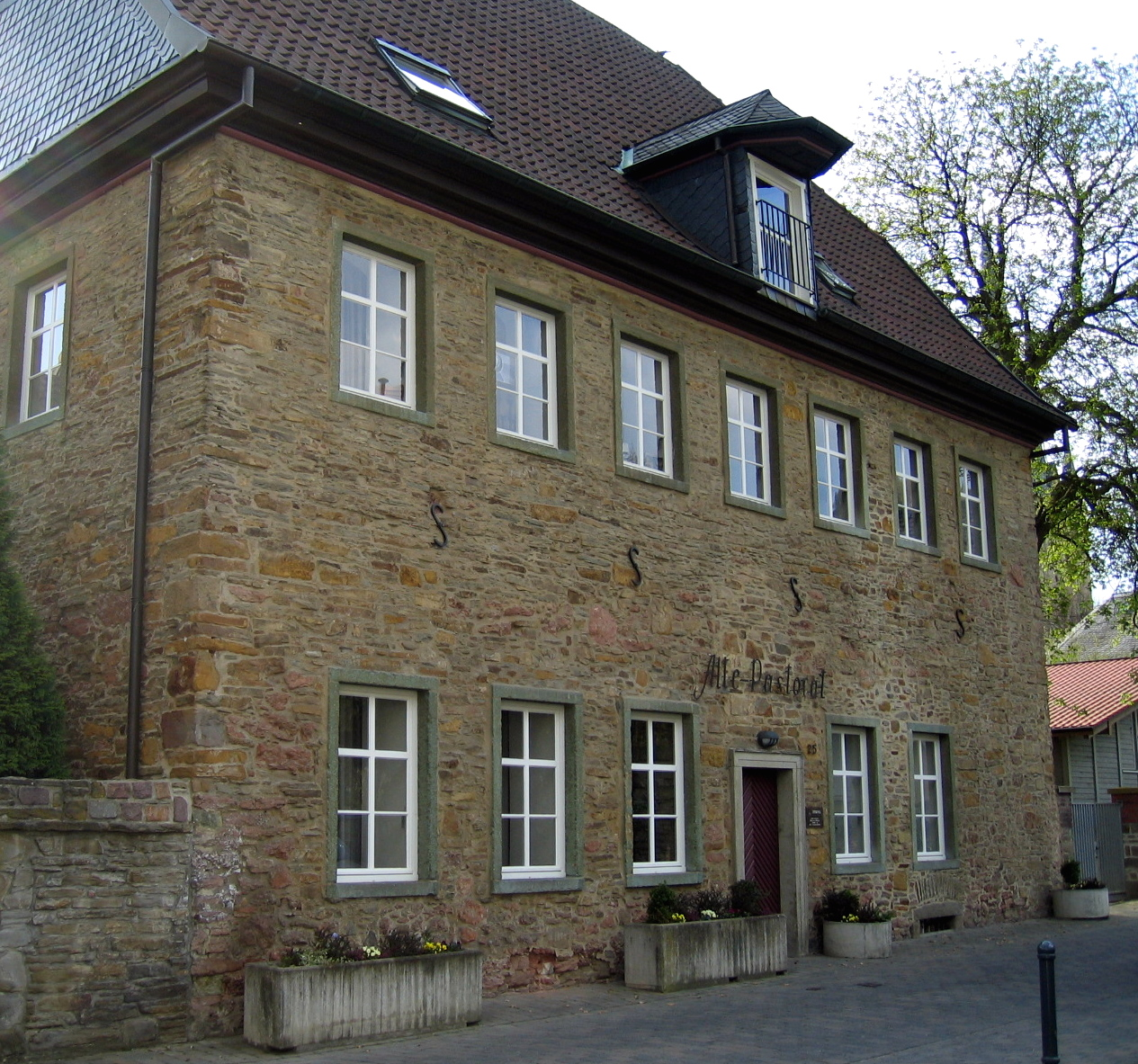
Oude Pastorie (plm. 1666)
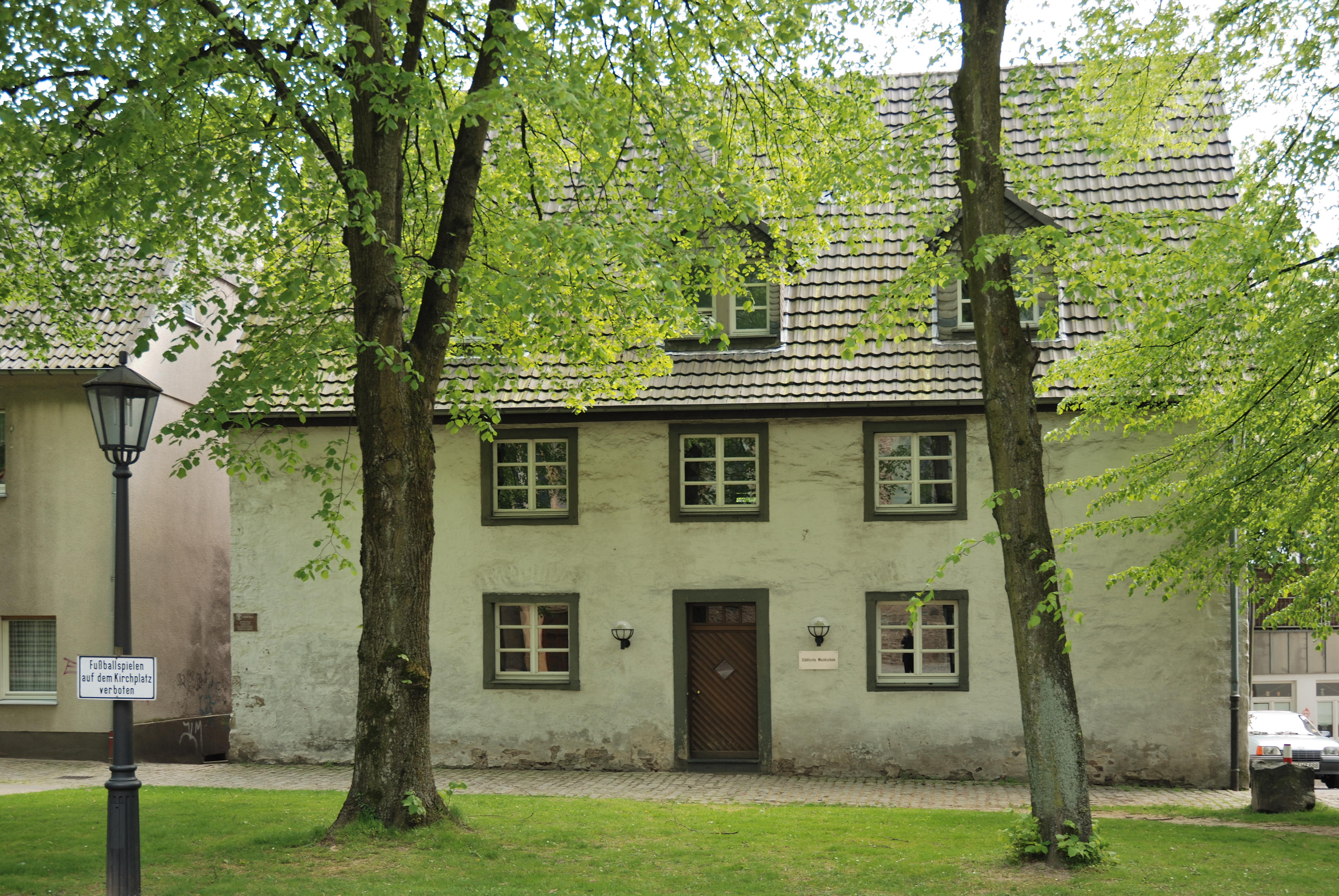
H.-Geestgasthuis
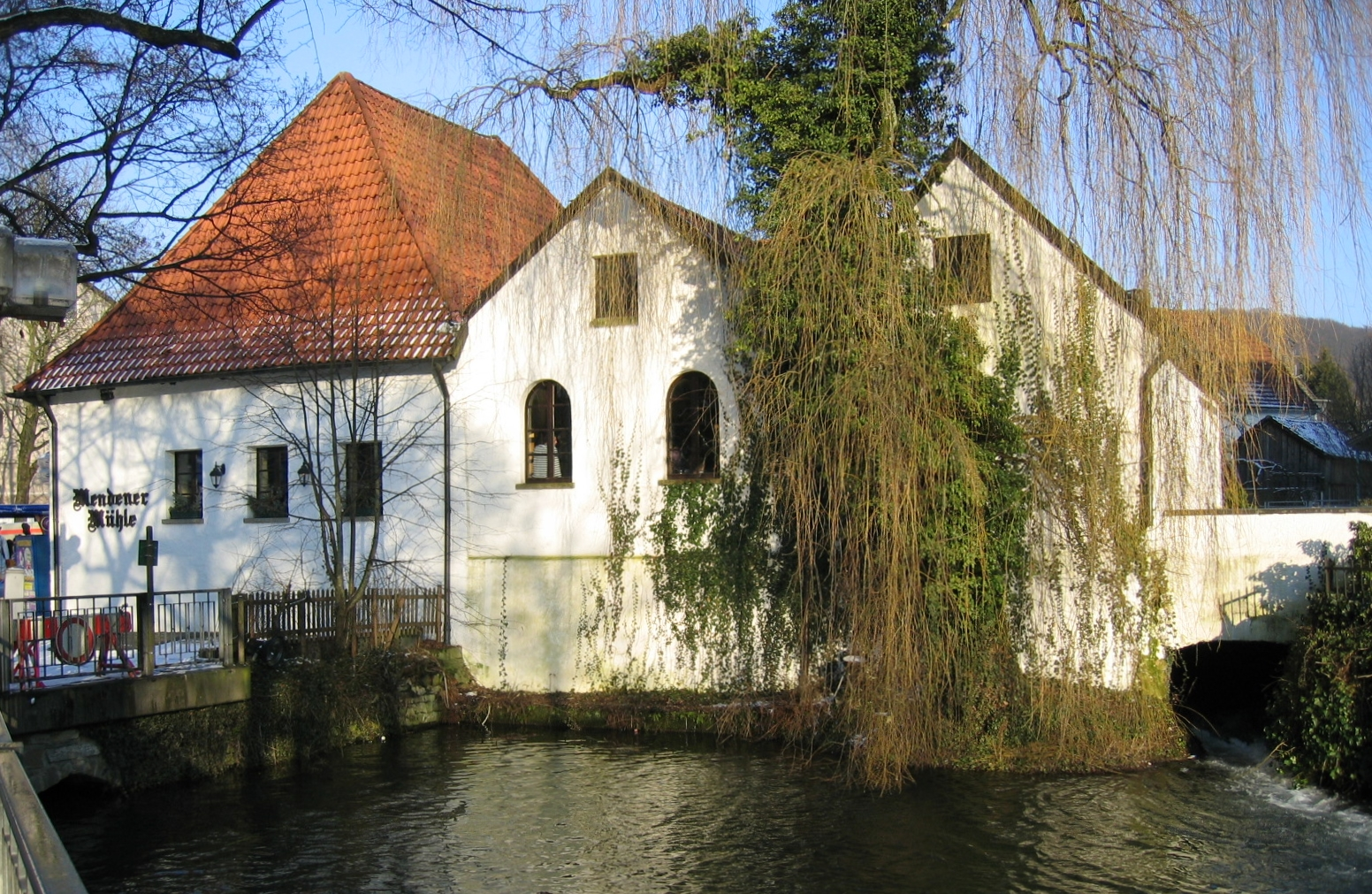
Slotmolen met molenvijver
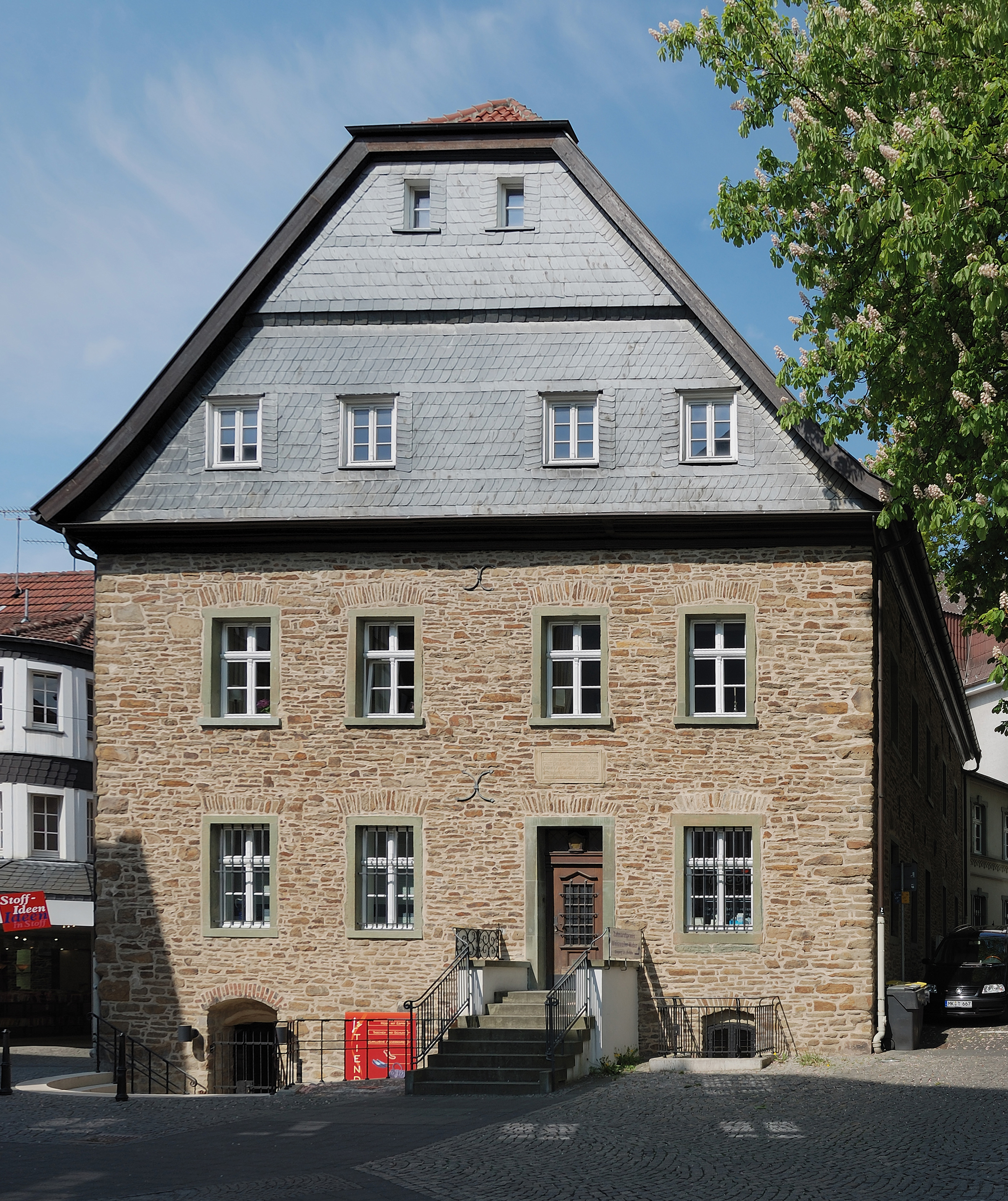
Voormalige apotheek (in 1710 na brand gerenoveerd)
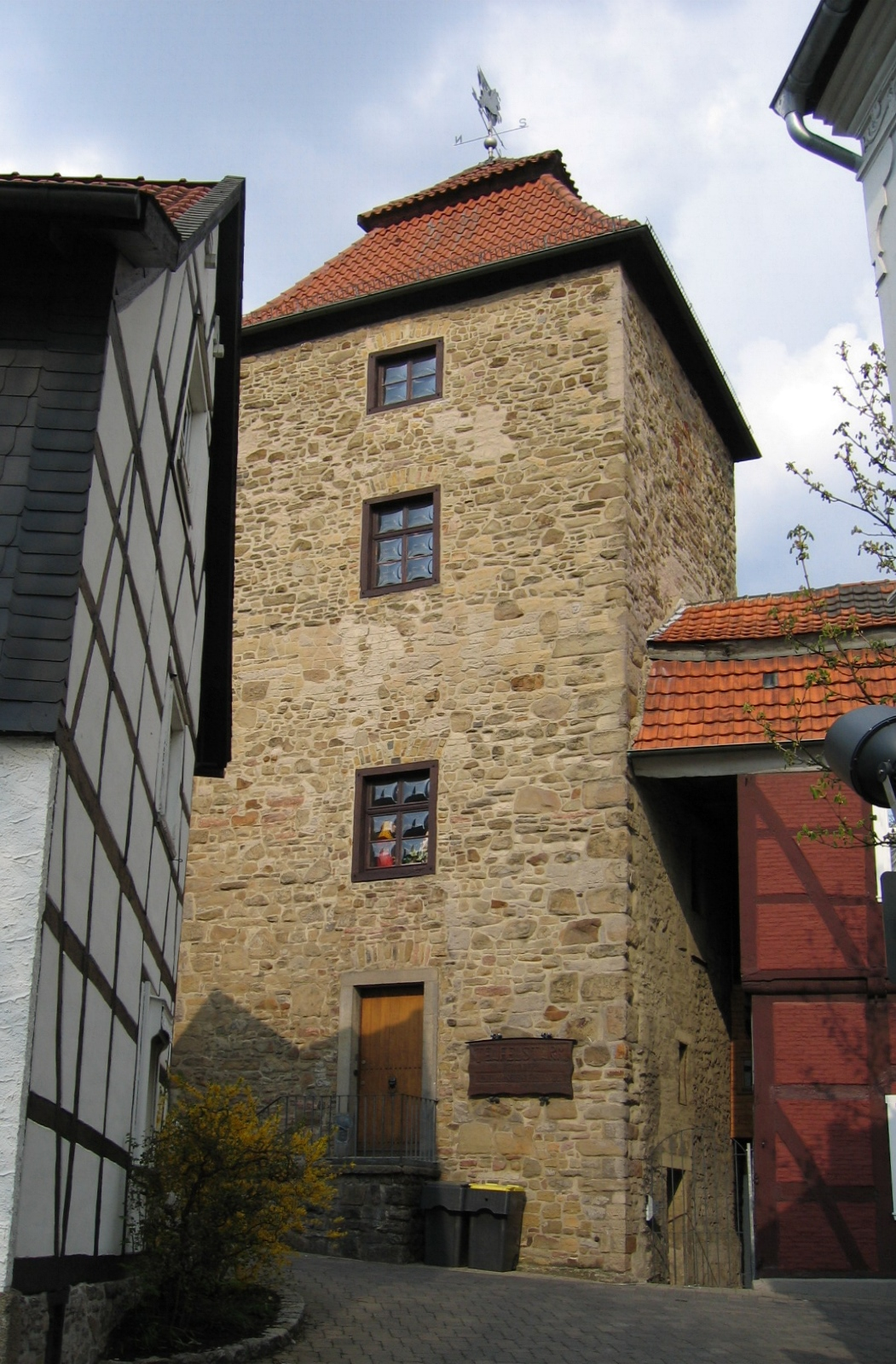
Duivelstoren (Teufelsturm) met carnavalsmuseum
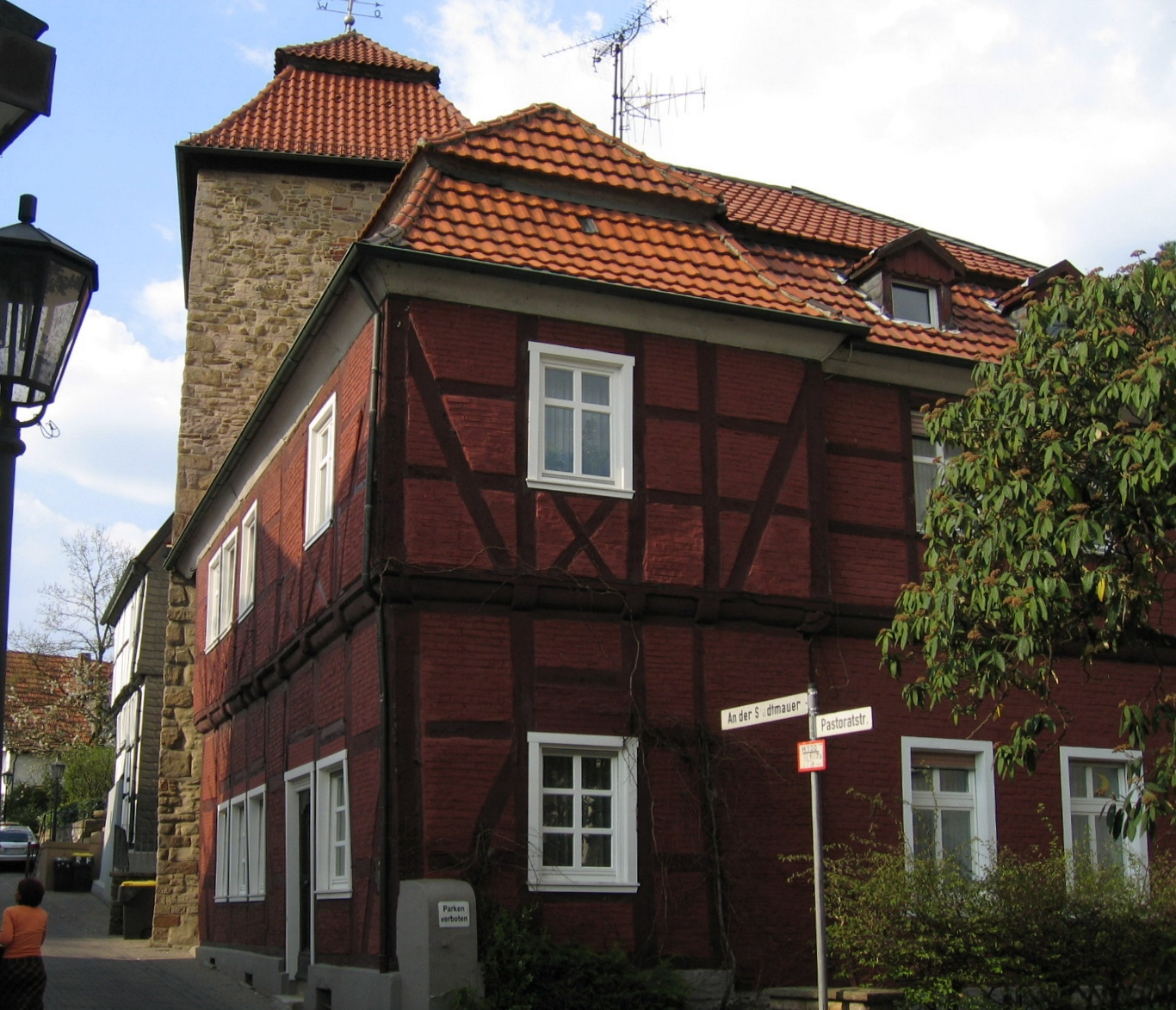
Voormalige touwslagerij
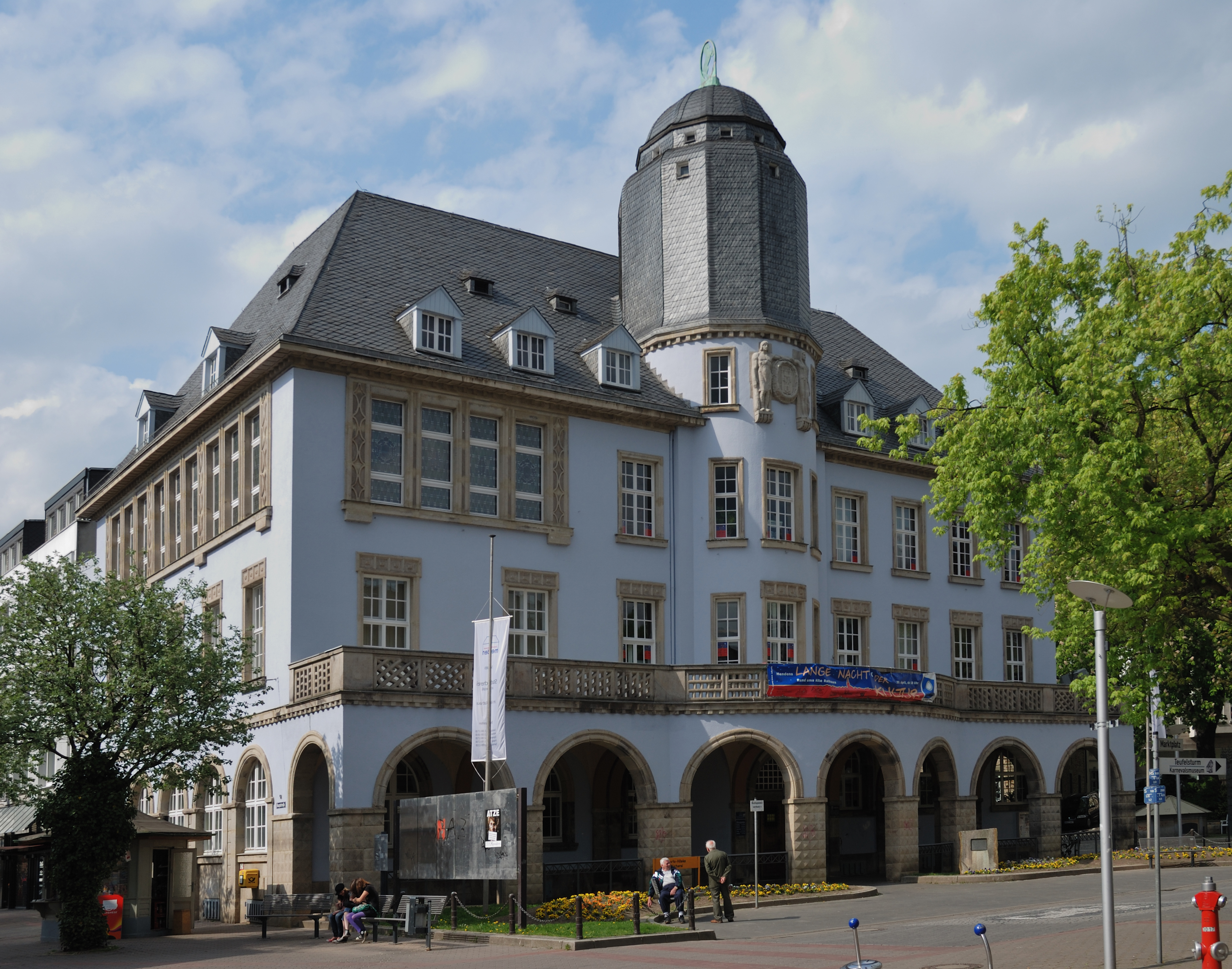
Voormalig raadhuis (1914), thans bibliotheek
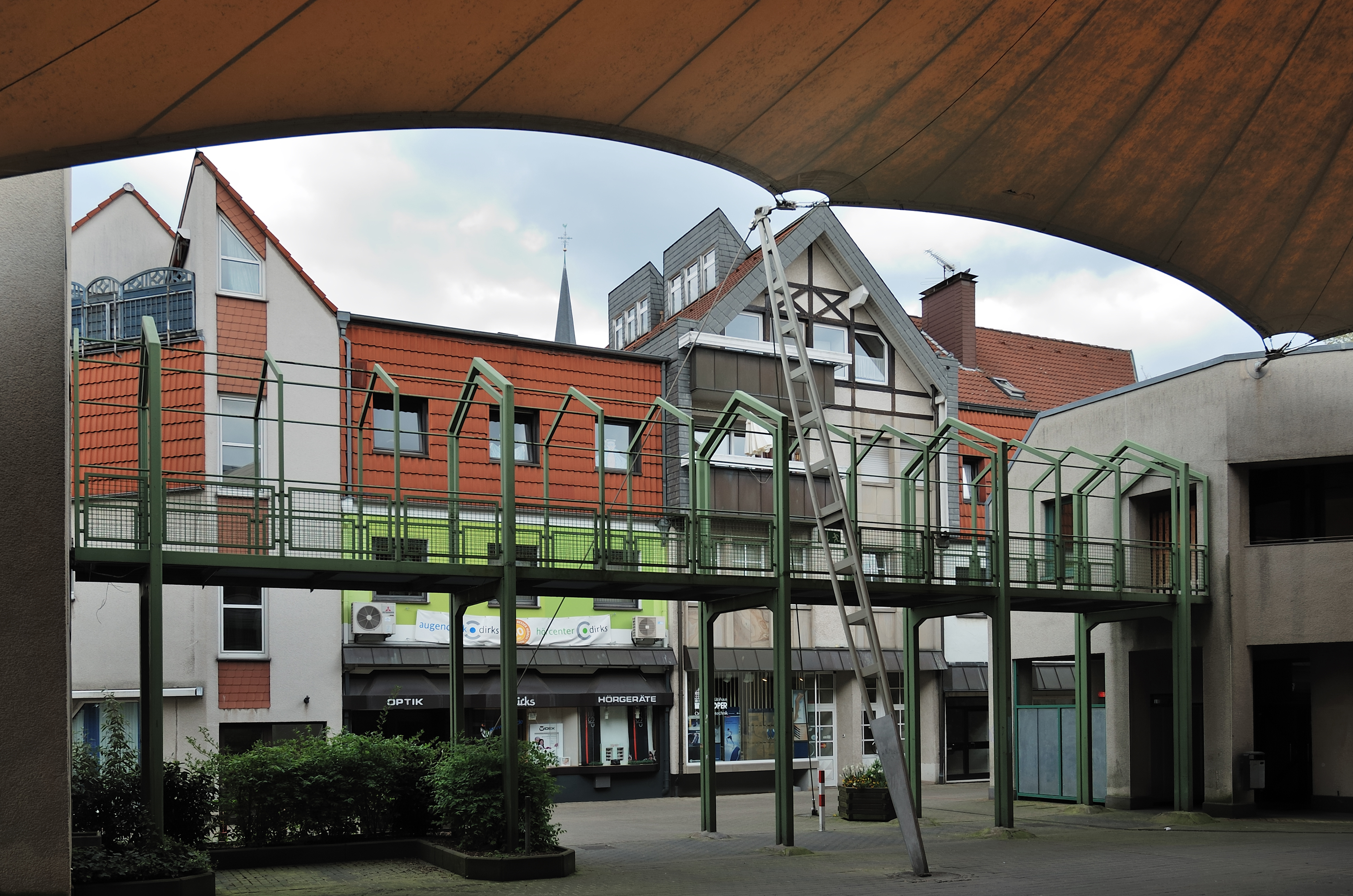
Nieuwe gemeentehuis
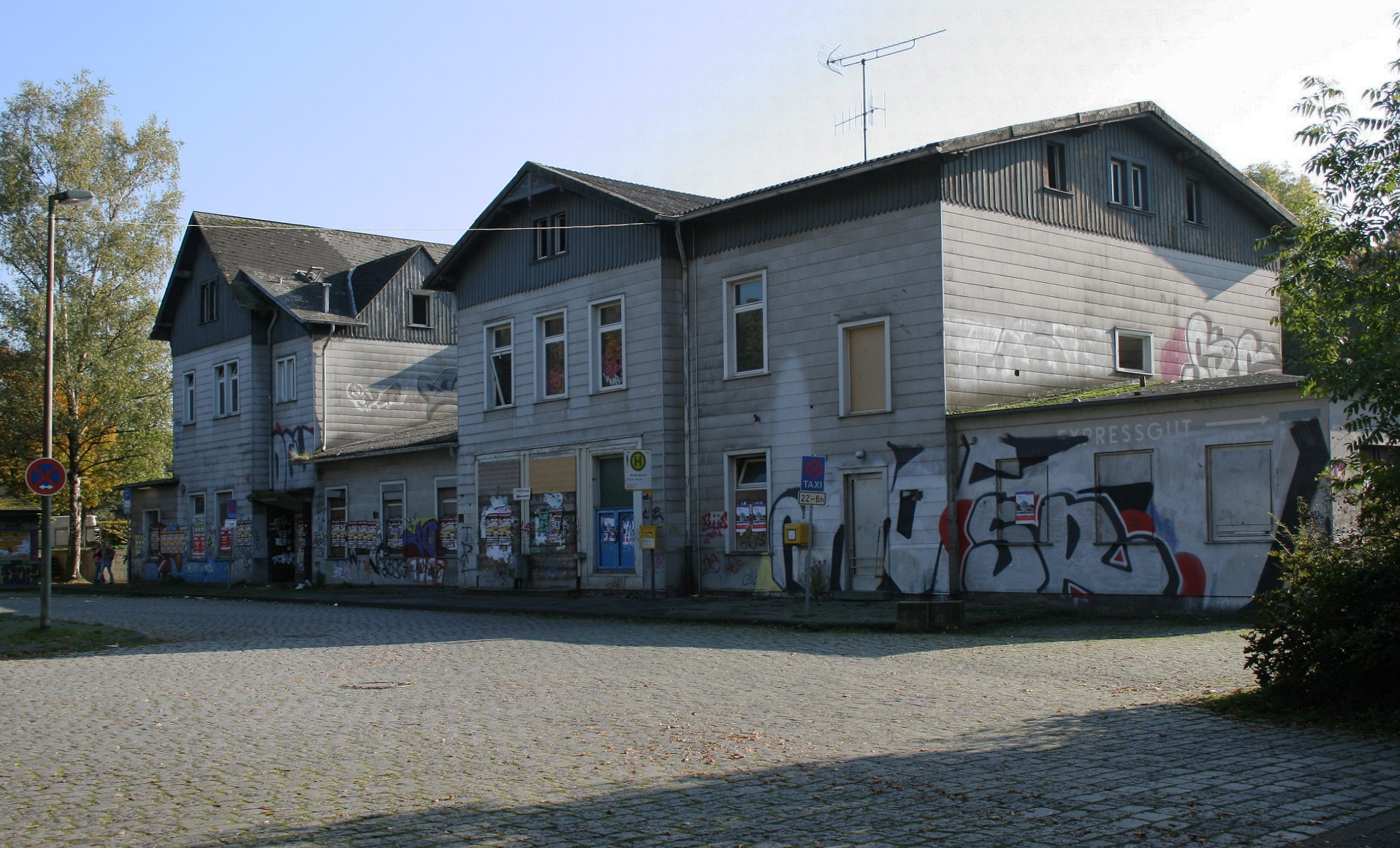
Het station
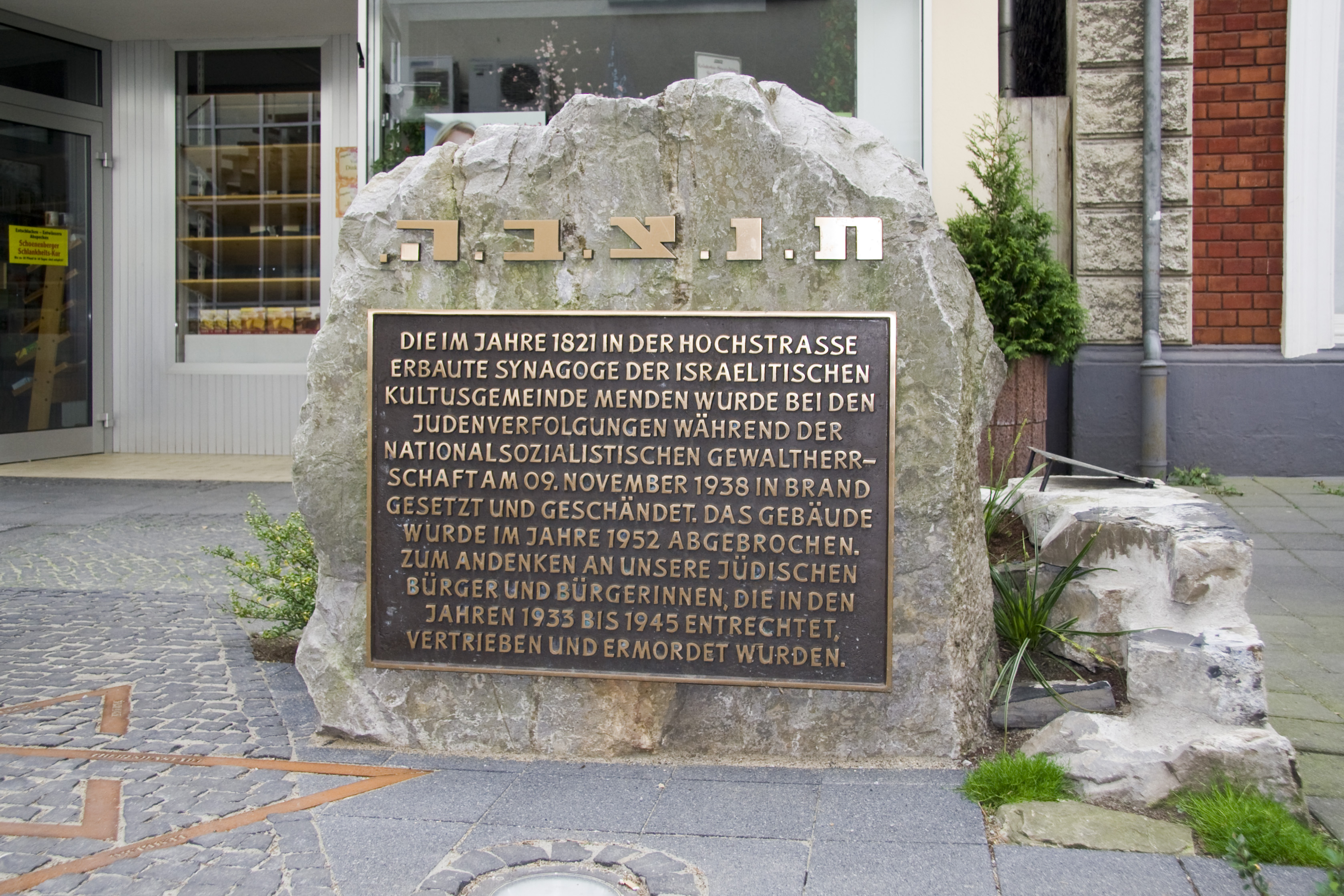
Gedenksteen i.v.m. de Holocaust bij de locatie van de voormalige synagoge
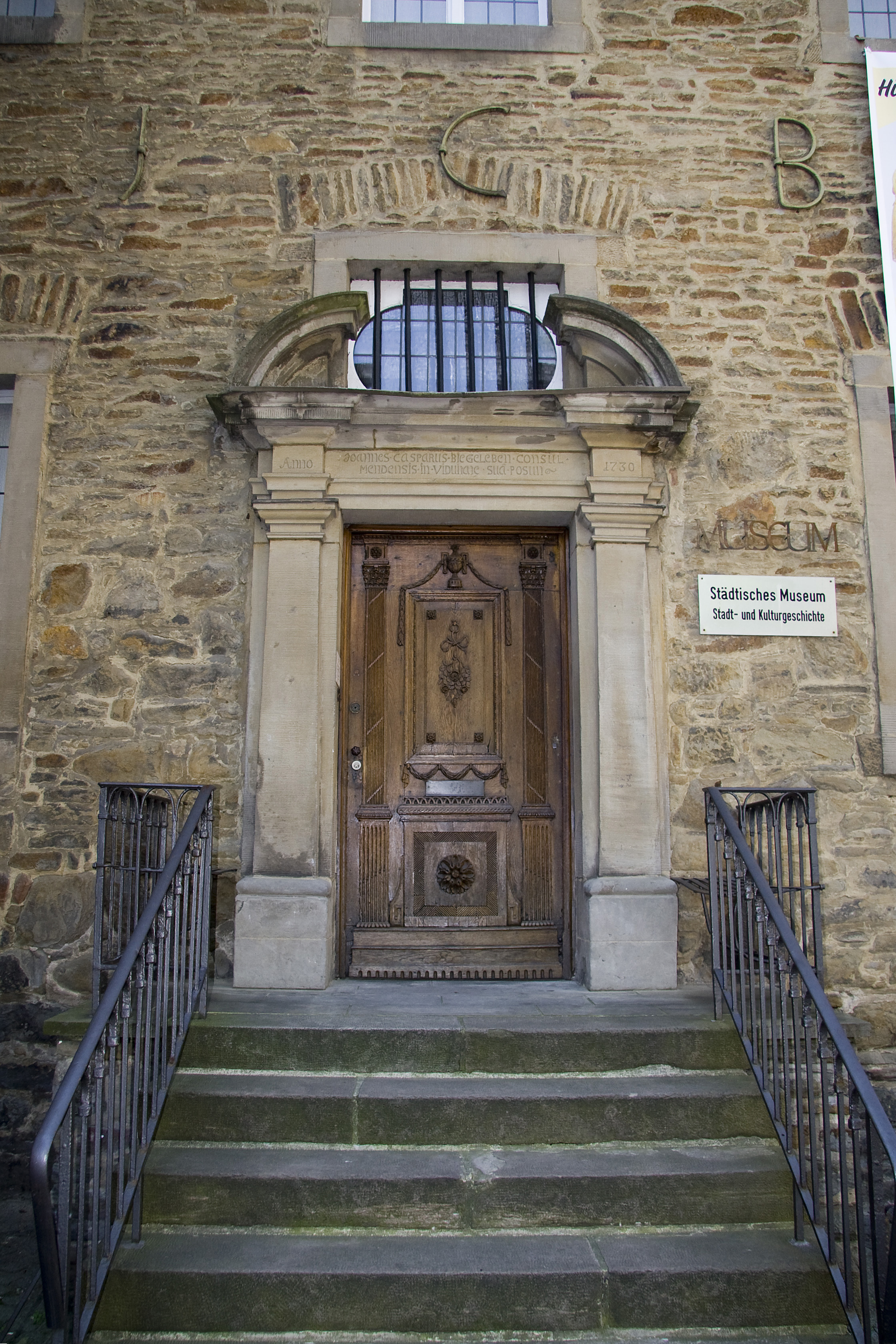
Ingang stedelijk museum
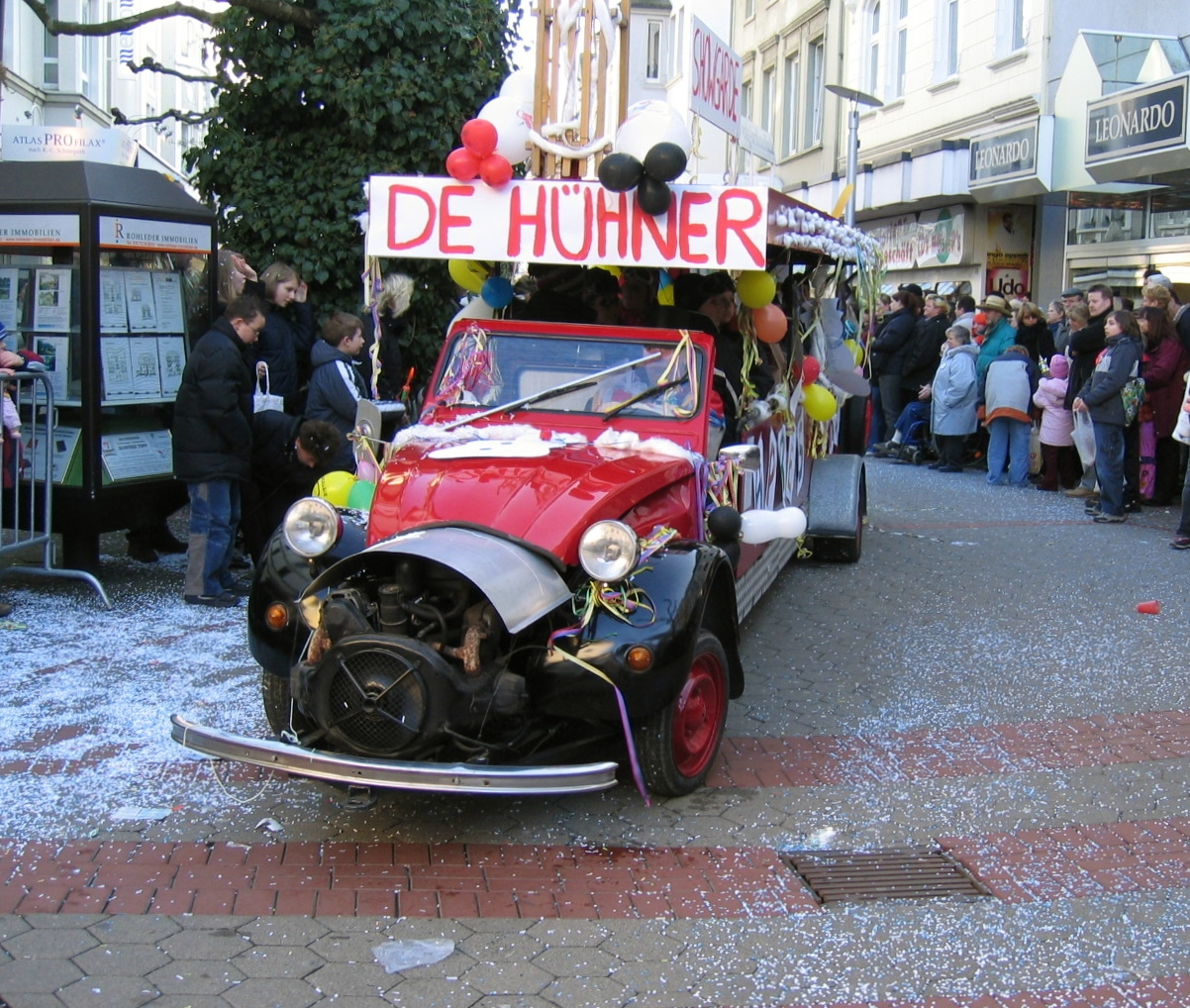
Carnavalsoptocht 2005
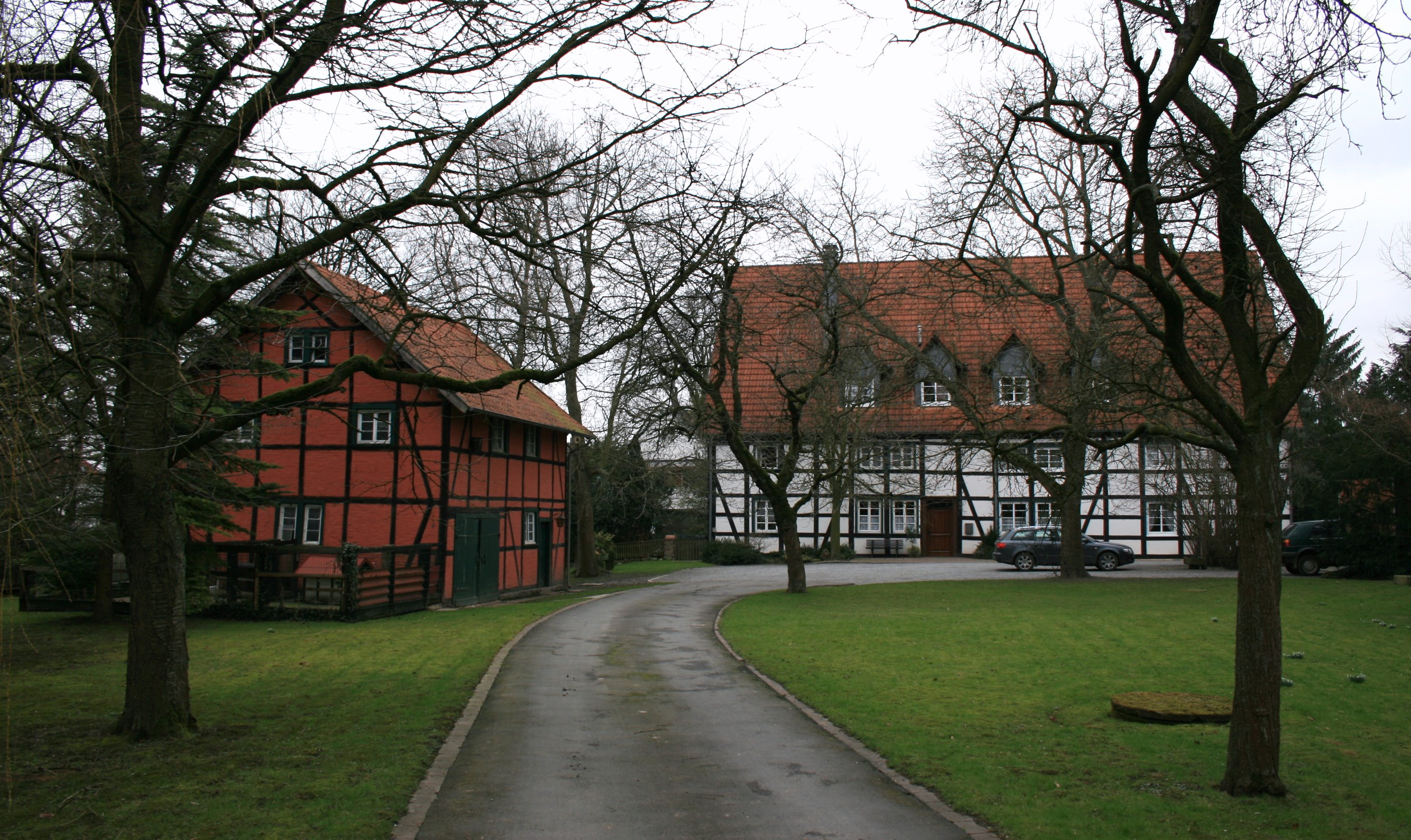
Een van de oude vakwerkboerderijen bij het dorp Schwitten
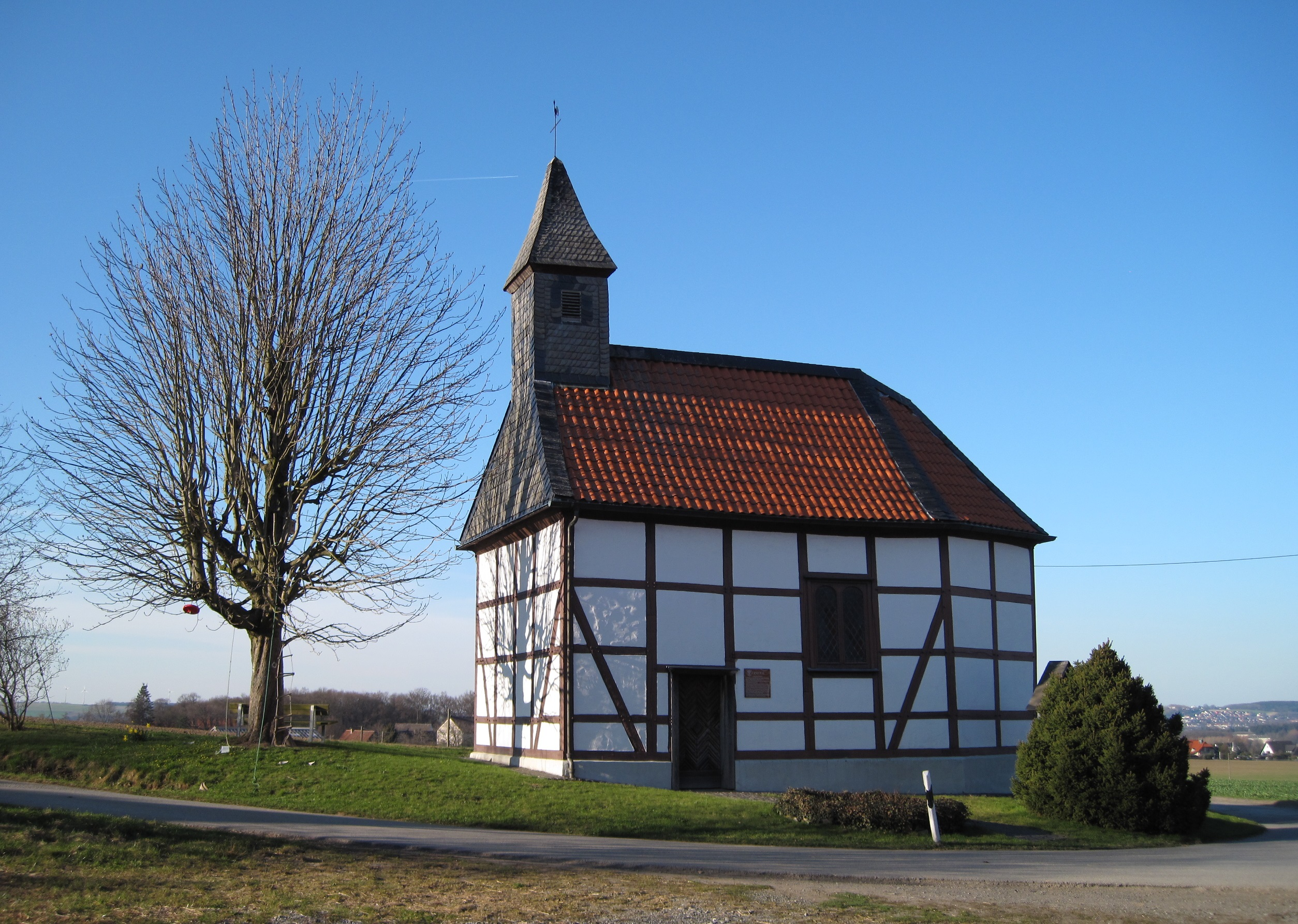
St. Michaëlskapel, Werringsen
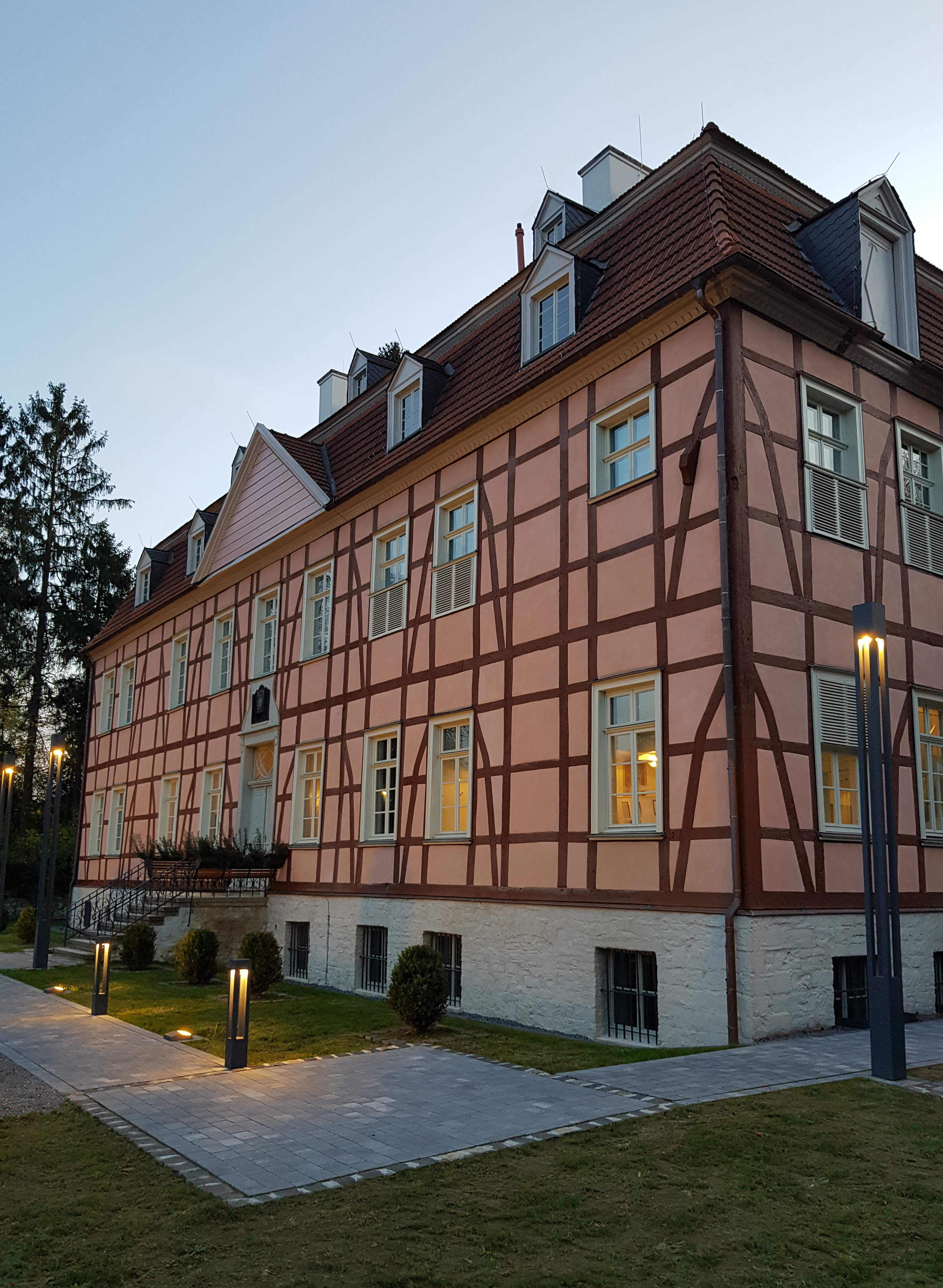
Kasteel Rödinghausen, Lendringsen (1807)
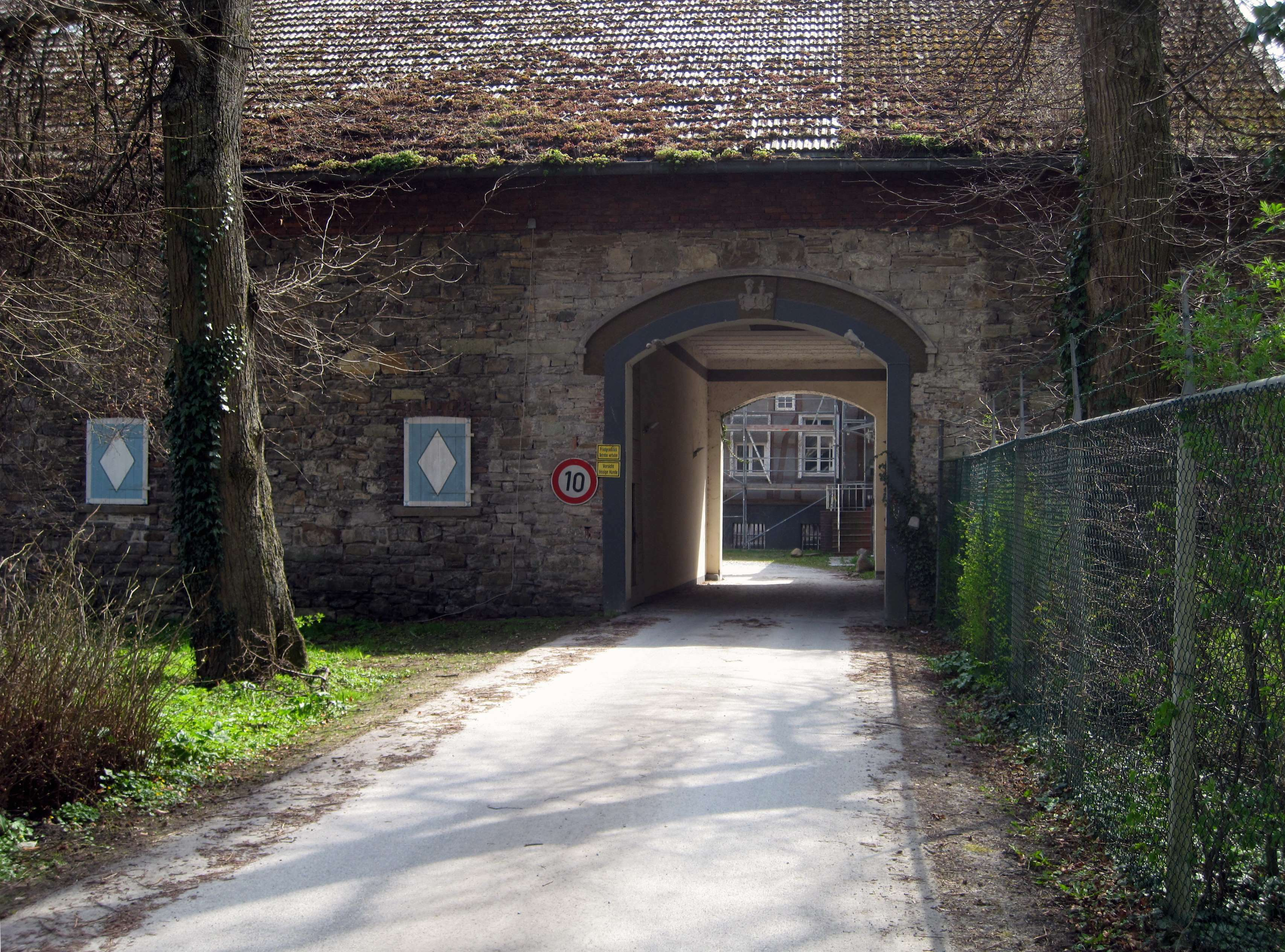
Kasteel Rödinghausen, inrit

Altena · Balve · Halver · Hemer · Herscheid · Iserlohn · Kierspe · Lüdenscheid · Meinerzhagen · Menden · Nachrodt-Wiblingwerde · Neuenrade · Plettenberg · Schalksmühle · Werdohl